# Eguisheim
Eguisheim (prononcé en français : [egisajm], parfois [egizɛm]) (en allemand Egisheim), en Alsacien Egse ou Agsa, est une commune française située dans la circonscription administrative du Haut-Rhin et, depuis le 1er janvier 2021, dans le territoire de la collectivité européenne d'Alsace, en région Grand Est. Cette commune se trouve dans la région historique et culturelle d'Alsace.
Les habitants sont appelés les Éguisiens et Éguisiennes (aussi Éguisheimois, Eguisien, Eguisheimois).

## Géographie

### Localisation
Eguisheim (en Alsacien, Egse ou Agsa) s'étend sur 339 hectares et est située à 210 mètres d'altitude. Il s'appuie sur les collines peu pentues et bien exposées au soleil du Schlossberg qui ont permis la plantation de vignes. Eguisheim se trouve à 5 km au sud-ouest de Colmar et peut être rejoint par la route nationale 83 en direction de Rouffach.
C'est une des 188 communes du parc naturel régional des Ballons des Vosges.
Eguisheim se situe sur la Route des Vins d'Alsace. 
Ce village a été classé « Village préféré des Français » au cours de l'émission diffusée sur France 2 le 4 juin 2013.
Les communes limitrophes sont  Herrlisheim-près-Colmar, Husseren-les-Châteaux, Obermorschwihr, Sainte-Croix-en-Plaine, Vœgtlinshoffen, Wettolsheim et Wintzenheim.

### Hydrographie

#### Réseau hydrographique
La commune est dans le bassin versant du Rhin au sein du bassin Rhin-Meuse. Elle est drainée par la Lauch, la Vieille Thur, le Langgraben et le Malsbach,,.
La Lauch, d'une longueur de 47 km, prend sa source dans la commune de Linthal et se jette  dans l'Ill à Horbourg-Wihr, après avoir traversé 18 communes. 

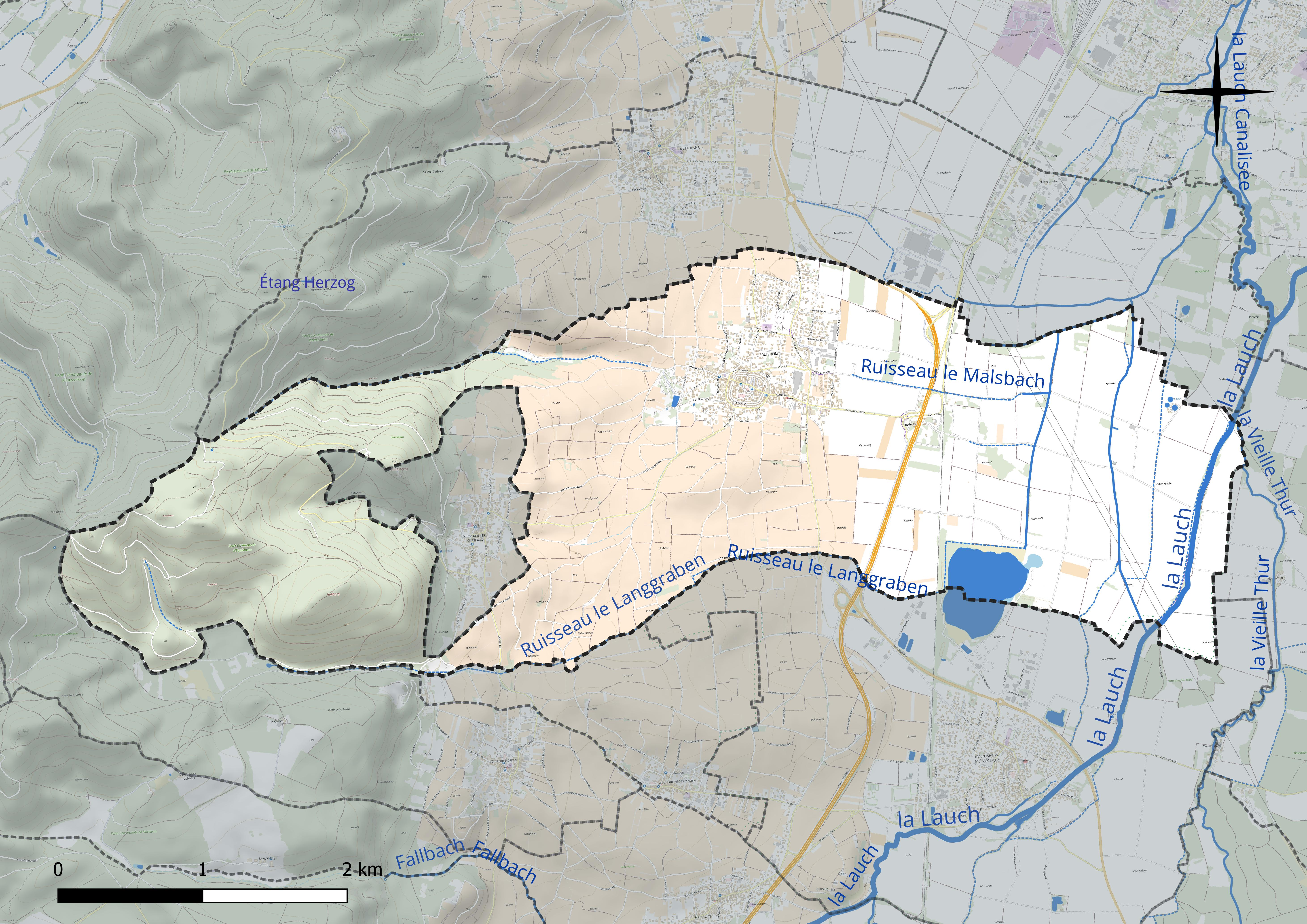
Réseau hydrographique d'Eguisheim.

La Vieille Thur, d'une longueur de 26 km, prend sa source dans la commune de Pulversheim et se jette  dans la Lauch sur la commune, après avoir traversé 13 communes. 

#### Gestion et qualité des eaux
Le territoire communal est couvert par le schéma d'aménagement et de gestion des eaux (SAGE) « Ill Nappe Rhin ». Ce document de planification concerne la nappe phréatique rhénane, les cours d'eau de la plaine d'Alsace et du piémont oriental du Sundgau, les canaux situés entre l'Ill et le Rhin et les zones humides de la plaine d'Alsace. Le périmètre s’étend sur 3 596 km2. Il a été approuvé le 17 janvier 2005. La structure porteuse de l'élaboration et de la mise en œuvre est la région Grand Est. 
La qualité des cours d’eau peut être consultée sur un site dédié géré par les agences de l’eau et l’Agence française pour la biodiversité. 

### Climat
Pour des articles plus généraux, voir Climat du Grand Est et Climat du Haut-Rhin.
En 2010, le climat de la commune est de type climat des marges montargnardes, selon une étude du Centre national de la recherche scientifique s'appuyant sur une série de données couvrant la période 1971-2000. En 2020, Météo-France publie une typologie des climats de la France métropolitaine dans laquelle la commune est exposée à un climat semi-continental et est dans une zone de transition entre les régions climatiques « Vosges » et « Alsace ». 
Pour la période 1971-2000, la température annuelle moyenne est de 10,6 °C, avec une amplitude thermique annuelle de 17,7 °C. Le cumul annuel moyen de précipitations est de 646 mm, avec 8,9 jours de précipitations en janvier et 8,8 jours en juillet. Pour la période 1991-2020, la température moyenne annuelle observée sur la station météorologique de Météo-France la plus proche, « Trois-Épis_sapc », sur la commune de Turckheim à 5 km à vol d'oiseau, est de 9,8 °C et le cumul annuel moyen de précipitations est de 804,5 mm. 
La température maximale relevée sur cette station est de 35,7 °C, atteinte le 7 août 2015 ; la température minimale est de −20 °C, atteinte le 13 janvier 1987,,. 
Les paramètres climatiques de la commune ont été estimés pour le milieu du siècle (2041-2070) selon différents scénarios d'émission de gaz à effet de serre à partir des nouvelles projections climatiques de référence DRIAS-2020. Ils sont consultables sur un site dédié publié par Météo-France en novembre 2022.

## Urbanisme

### Typologie
Au 1er janvier 2024, Eguisheim est catégorisée ceinture urbaine, selon la nouvelle grille communale de densité à sept niveaux définie par l'Insee en 2022.
Elle est située hors unité urbaine. Par ailleurs la commune fait partie de l'aire d'attraction de Colmar, dont elle est une commune de la couronne,. Cette aire, qui regroupe 95 communes, est catégorisée dans les aires de 50 000 à moins de 200 000 habitants,.

### Occupation des sols
L'occupation des sols de la commune, telle qu'elle ressort de la base de données européenne d’occupation biophysique des sols Corine Land Cover (CLC), est marquée par l'importance des territoires agricoles (64,3 % en 2018), en diminution par rapport à 1990 (65,9 %). La répartition détaillée en 2018 est la suivante : 
terres arables (35,1 %), cultures permanentes (28,8 %), forêts (27,1 %), zones urbanisées (6,6 %), eaux continentales (1,8 %), zones agricoles hétérogènes (0,4 %), zones industrielles ou commerciales et réseaux de communication (0,3 %). L'évolution de l’occupation des sols de la commune et de ses infrastructures peut être observée sur les différentes représentations cartographiques du territoire : la carte de Cassini (XVIIIe siècle), la carte d'état-major (1820-1866) et les cartes ou photos aériennes de l'IGN pour la période actuelle (1950 à aujourd'hui).

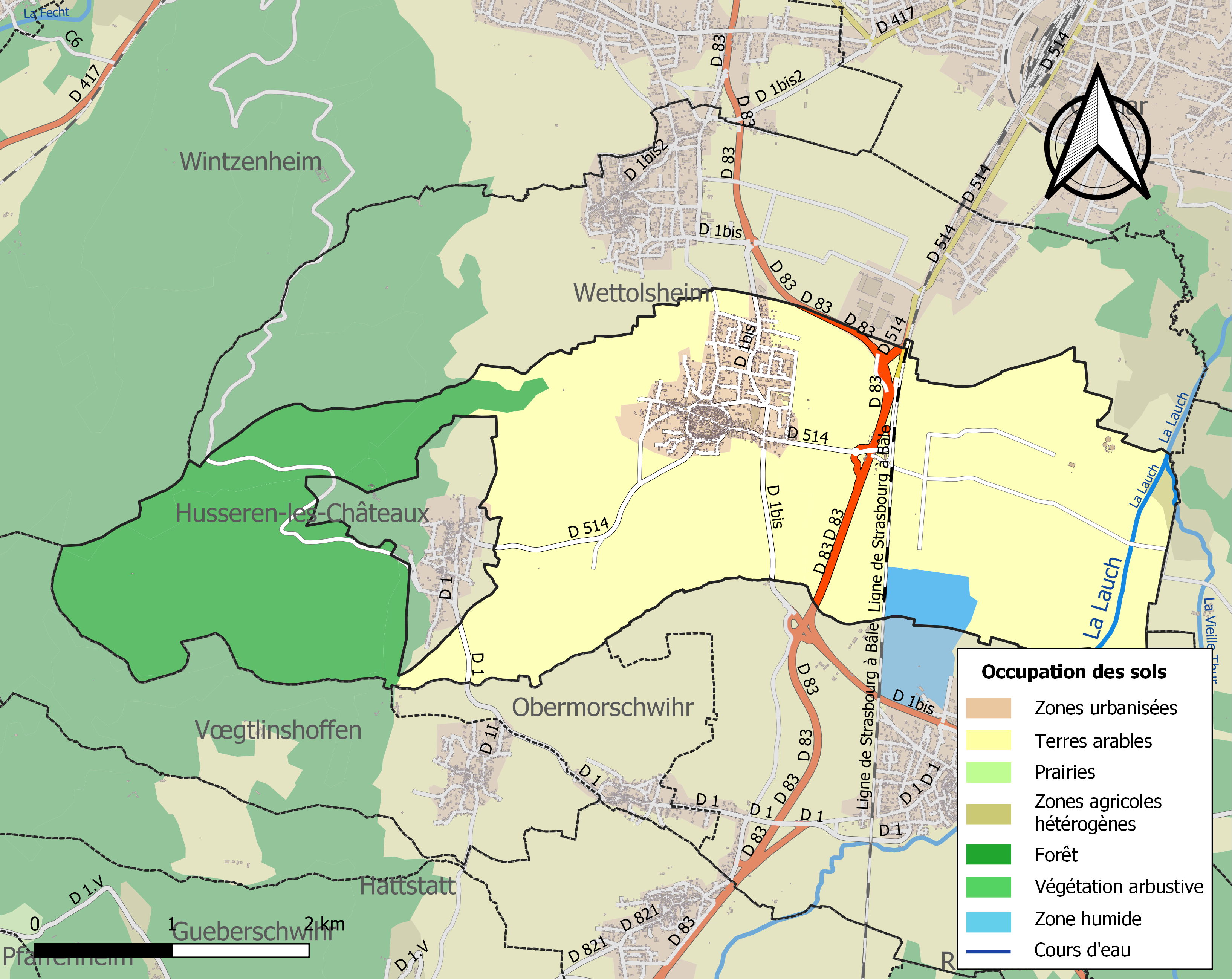
Carte des infrastructures et de l'occupation des sols de la commune en 2018 (CLC).

## Toponymie
La grand domaine antique s'étendant sur les communes d'Egisheim et d'Husseren se nommerait Exsa ou Exa, laissant les variantes alsaciennes Agse ou Egse qui sont des surnoms que porte encore aujourd'hui la ville pour ses habitants. Die drei Hexe dénomment en allemand littéraire teinté d'alsatisme les trois châteaux longtemps en ruines ou en lambeaux sur les dites communes. Même s'il s'agit de la forme simplifiée die drei egisheimer Schlösser, la traduction littérale de Drei Hexe en « Trois sorcières », a éveillé les supputations des nostalgiques de mondes infernaux.
Il semble que l'appellation gallo-romaine Exsa caractérise un retrait, un retranchement, une mise en défense par rapport à la voie romaine de circulation commune. Ce préfixe qualifie ainsi les collines, les monts et le terroir du vaste domaine gallo-romain excentré.
Les cartulaires carolingiens vers 770 dénomment le domaine Aginesheim. Pour certains toponymistes adeptes de l'influence anthroponymique, le nom propre d'origine germanique Agino, Egeno ou Egino serait très fréquent dans les anciens titres qui correspond à un certain Egino, un descendant du duc Aldaric. Quant au suffixe -heim, il s’agit selon eux d’un vieux lexème germanique signifiant « maison, demeure », puis « village » par extension.
Une autre hypothèse suppose une adaptation d'un petit domaine appartenant à ce terroir excentré précédemment décrit, le diminutif de Exsa, Exsina, lentement prononcé Agesina puis altéré en Agina. Le diminutif suggère qu'il s'agit d'un ancien écart du domaine.
Le suffixe -heim est assez banal pour désigner un domaine important, souvent royal, non seulement en Alsace, mais également en Souabe et dans toute Allemagne. Légèrement altéré en -hem sous sa forme flamande, on le trouve en Belgique et en Nord-Pas-de-Calais. Il est même attesté jusqu’en Grande-Bretagne sous la forme -ham. Son origine peut aussi s'expliquer en langue gauloise, la forme -heim n'étant qu'une simple adaptation ou traduction en langue germanique. Ainsi la réunion avec le génitif saxon de dépendance explique Aginasheim ou plus tard Eginesheim puis Egisheim. L'hypothèse évolutive ne serait pas la même pour Eginesberg altéré précocement en Egischberg puis Eichberg, qui désigne la colline du grand cru local.
On note que l’orthographe initiale était en allemand « Egisheim », la lettre U ayant été intercalée pour « habiller » le toponyme à la française, c'est donc une simple retouche provoquant la francisation phonétique.
Les châteaux cités seraient des anciennes places ou tours de surveillance de la plaine et du piémont local. Ils ne sont véritablement construits et érigés en pierre de taille qu'au XIIe siècle, ils se dénommaient castel de Vaudémont ou burg de Weckmund, Wahlenburg ou Wahlenbourg, Dagsbourg ou Dabo, du nom de trois familles seigneuriales dominantes. La ville a longtemps appartenu aux Eguisheim-Dabo ; les Weckmund et les Wahlenbourg, plus modestes, qui reçoivent peut-être à rebours leur nom du château, sont des familles apparentées par mariage.

## Histoire

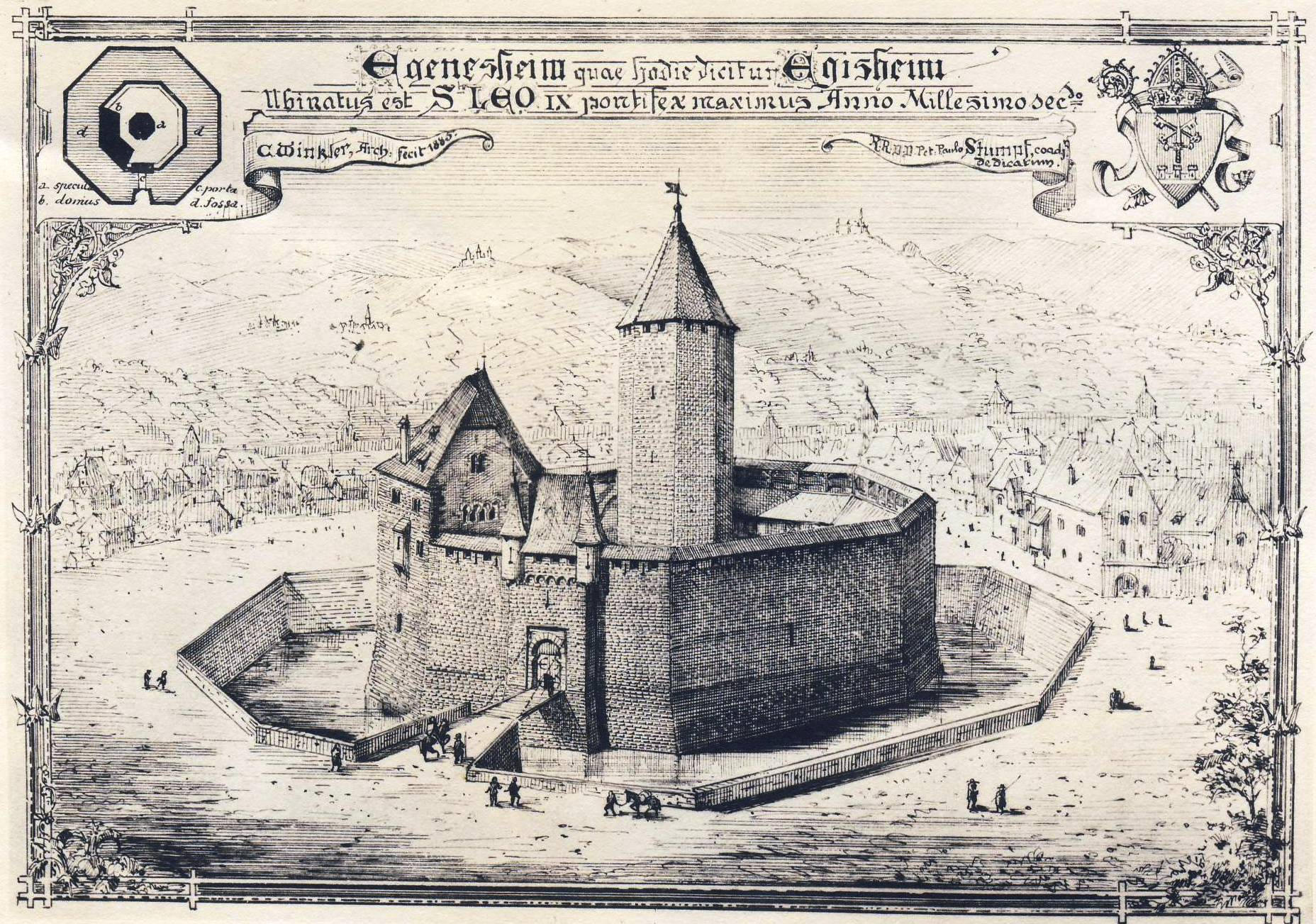
Reproduction d'une gravure (1885) se trouvant à la bibliothèque nationale représentant le château d'Eguisheim au temps de Hugues IV (1027-1048).

### Le territoire est occupé dès le Paléolithique
Plusieurs vestiges ou fossiles archéologiques mis au jour dans les couches de lehm du territoire communal, en particulier en novembre 1865 les restes d'un homme de type néandertalien, selon son découvreur le docteur Faudel, prouvent que Eguisheim est occupé dès le Paléolithique. Le premier peuplement de la région peut être attribué aux Cro-Magnons. Plus tard, d'autres civilisations sont venues marquer de leurs empreintes culturelles la région en apportant leurs artefacts et leurs coutumes mortuaires, comme semblent en témoigner les nombreuses sépultures découvertes au siècle dernier. Le commerce des peuples celtes de la tribu des Leuques, puis des Rauraques et des Séquanes est attesté par des monnaies et des installations champêtres, les légions romaines auraient érigé un camp à l'entrée du village. Plus tard, les Gallo-romains développent la culture de la vigne probablement sur les replats ou à proximité des habitats. La présence romaine sur les lieux est attestée par une tuile découverte en 1900 au pied de la colline du Schlossberg, portant la mention Prima Legio Martia, un bataillon de légionnaires conduit par l'empereur Dioclétien (284-305).

### Les ducs et comtes d'Alsace

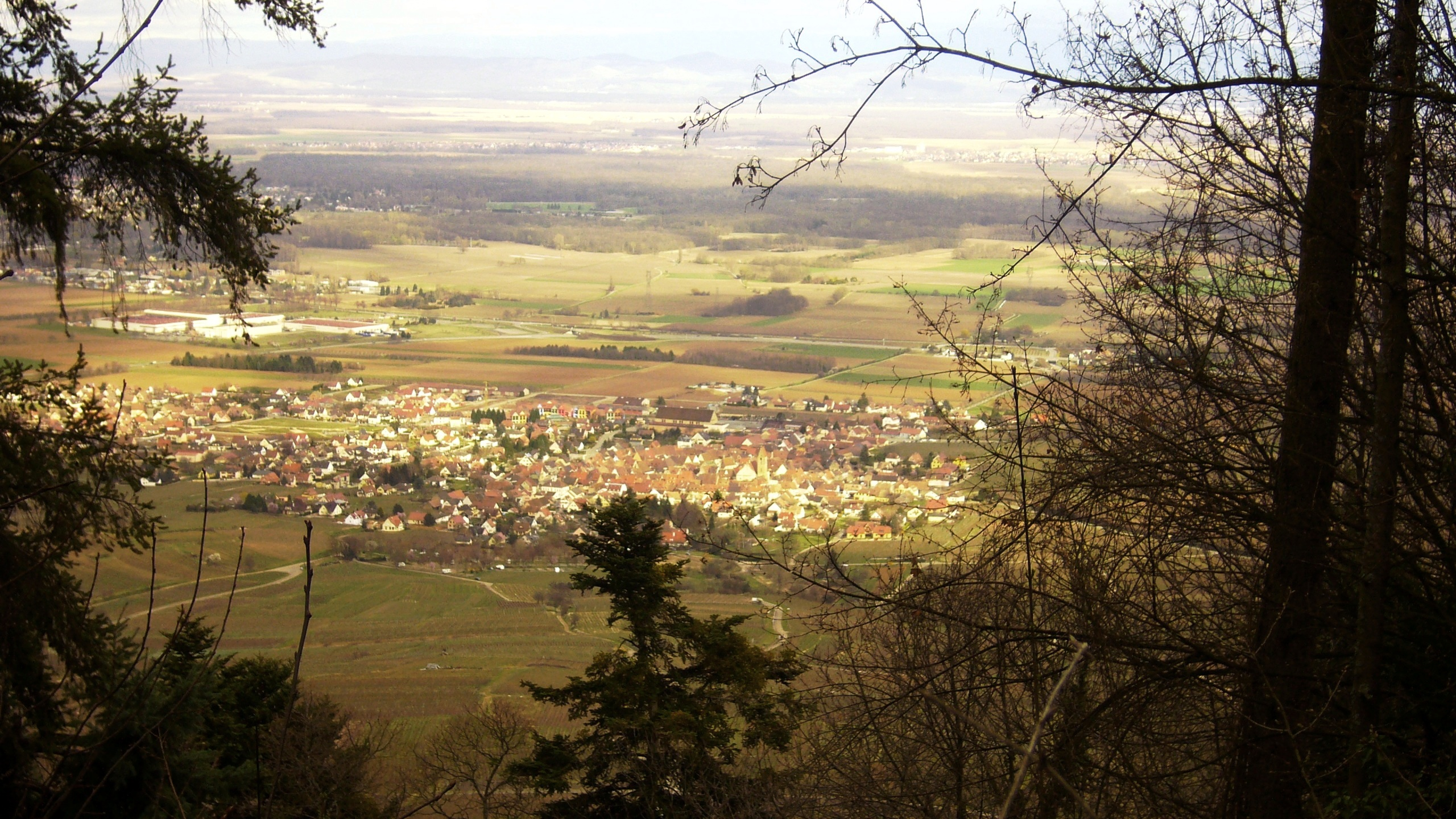
Le village d'Eguisheim vu depuis le sommet des Trois châteaux.

Du temps des Mérovingiens, l'Alsace était gouvernée d'abord par des comtes, puis par des ducs. Le premier duc de la lignée légendaire des Etichonides, Etichon (ou Aldaric, ou Attic) est le plus connu d'entre eux. La tradition chrétienne alsacienne le désigne comme le père de sainte Odile au VIIe siècle. C'est à cette époque que la vigne commence à recouvrir massivement les coteaux des collines bien exposées. Pépin le Bref met fin de manière violente à la souveraineté de cette lignée ducale érigée en véritable dynastie locale en 754 mais des rejetons présumés ou prétendants à l'héritage de cette lignée déchue et pourchassée à l'époque de Charlemagne réapparaissent mieux tolérés à la fin de l'époque carolingienne.
Après la lente dislocation de l'empire carolingien aux IXe et Xe siècles, les comtes d'Alsace et de Souabe prennent les rênes de la région. Vers l'an 1000, l'un de ces comtes, Hugues IV de Nordgau, après le décès de son neveu Eberhard VI en 1027, se trouve investi du Nordgau, auquel il ajoute le comté d'Eguisheim.
Cette famille liée aux dynasties les plus importantes, et par ailleurs ancienne prétendante cachée à l'héritage étichonide, compte dans ses rangs les comtes de Metz, les premiers empereurs du Saint-Empire romain germanique notamment à travers Adélaïde, mère de Conrad II.
Hugues IV, comte d'Eguisheim s'est marié à Heilwige du comté de Dabo (à l'époque Dachsbourg, ou Dagsburg en allemand, situé à 68 kilomètres à vol d'oiseau d'Eguisheim). 
Le couple aura neuf enfants. Brunon, le plus jeune des garçons, est formé à une carrière cléricale avant d'être évêque de Toul, et par la suite le pape Léon IX.

### Un village fondé par Eberhard
C'est Eberhard, petit-fils d'Aldaric, troisième duc d'Alsace et neveu de sainte Odile, qui construit le premier château d'Eguisheim. C'est autour de ce château que se développe le village d'Eguisheim sous forme de résidence fortifiée, vers 720. En 727, il demandera à saint Pirmin de devenir abbé de l'abbaye de Murbach qu'il venait de construire.

### Village natal de Léon IX?

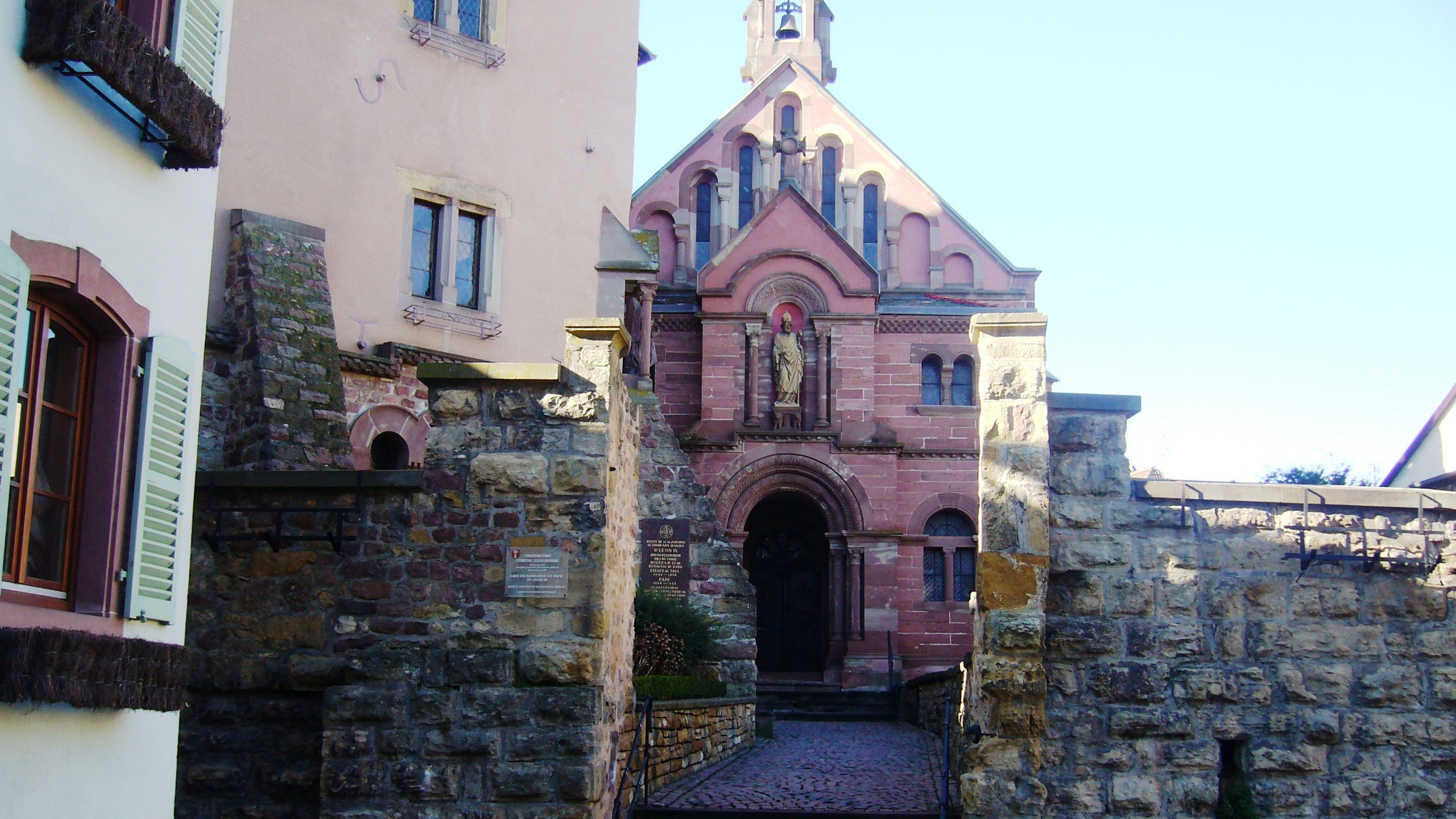
Chapelle Saint-Léon IX.

Eguisheim est le village natal supposé de Bruno d'Eguisheim-Dagsbourg, ancien évêque de Toul, qui devint pape sous le nom de Léon IX. Il devint d'abord évêque de Toul, charge qu'il occupa entre 1026 à 1051. Il est né le 21 juin 1002, probablement au château du Haut-Eguisheim à 5 km de Colmar. Il était le fils de Hugues IV d'Eguisheim et d'Hedwige du comté de Dabo (Basse-Alsace, aujourd'hui en Moselle). Les ancêtres de Hugues IV descendaient directement des Etichonides. Selon certains historiens, Léon IX serait un lointain cousin de sainte Odile.

### Les cours colongères
Il existait à Eguisheim cinq cours colongères qui avaient pour noms : le Girsberger, le Kyburg ou Braunschweiger, le Catharinen, le Zorn ou Escher, et enfin le Keiserdinghof. Les autres cours relevaient de cette dernière. Était-ce la cour donnée à l'abbaye d'Ebersmunster par le duc Etichon, confirmée par Charlemagne en l'an 810, par les papes Lucius III (1183) et Honorius III (1224), enlevée par l'évêque Werner pour être donnée à son frère le comte Radbot de Habsbourg ?
- Cour Unterlinden ou Catharinenhof (1290)

La Catharinenhof est l'ancienne cour de Hohenbourg confirmée à l'abbaye par Léon IX (1051). Elle fut transmise aux Catherinettes de Colmar et fut appelée ultérieurement « Unterlindenhof ». Au XXe siècle, elle devint la maison Ginglinger. Aujourd'hui, cette cour est occupée par un restaurateur.
Cette cour possède une remarquable disposition  architecturale comprenant des bâtiments avancés. Ils permettaient de stocker les récoltes et de lieu pour évaluer et administrer les biens. Cette cour était dès 1290 une propriété appartenant au couvent des Dominicains de Colmar, qui est devenu aujourd'hui le musée Unterlinden.
- Le Kyburg ou « Braunschweigerhof »

Le Kyburg a longtemps appartenu au grand prévôt de la cathédrale de Strasbourg. En 1118, la comtesse Heilwige, fille de Gérard d'Alsace, donna des terres à Notre-Dame de Strasbourg.
- Le Girsbergerdinhof

Le Girsbergerdinhof était primitivement la cour de Marmoutier avec chapelle adjacente de Saint-Martin, citée dans le pouillé de l'abbaye (1128), dans une charte de l'évêque Ortlieb (1145) et confirmée par le pape Alexandre III (1179). Ulrich de Rappolstein acheta cette cour pour la somme de 160 mars d'argent et la donna en 1262 à l'abbaye de Pairis. Elle devint à partir de ce jour et resta jusqu'à la Révolution le Pairiserhof, occupée d'abord par la famille Brucker puis par la famille Bauer au XXe siècle. L'évêque Widerold (991-999) donna une cour, et sainte Adélaïde des dîmes d'Eguisheim à l'abbaye d'Eschau, biens qui furent confirmés par Alexandre III (1180). Peut-être s'agit-il de l'Escherdinghof ?
- Le Marbacherhof

La cour de Marbach se rattache à la donation du comte Albert (1092) et à celle faite avant lui, par d'autres membres de la famille d'Eguisheim, confirmée par Innocent III (1212) et mentionnée dans les chartes de Pairis (1314, 1334).  Cette ancienne cour colongère appartenait à l'abbaye de Marbach de 1413 à 1590. Marbacherhof a au siècle dernier été occupée par Gabriel Horber. Elle est actuellement occupée par un vigneron privé. On trouve sur le linteau du portail la lettre M. Le domaine comporte également une cave volumineuse.
- Le Keyserdinghof

- La Cour de Pairis (1160)

L'abbaye de Pairis fondée en 1138 possède cette cour dès 1160. Les moines de Pairis utilisent cette cour pour stocker les récoltes et de centre administratif et aussi pour gérer les biens et d'endroit pour régler les litiges qui interviennent la bonne marche de la communauté. En 1262, la cour est agrandie grâce à l'adjonction de la cour voisine que possédait Marmoutier  et qui est donnée par le sire de Ribeaupierre. Cette cour abrite à l'époque une chapelle dédiée à saint Martin qui est détruite pendant la Révolution.

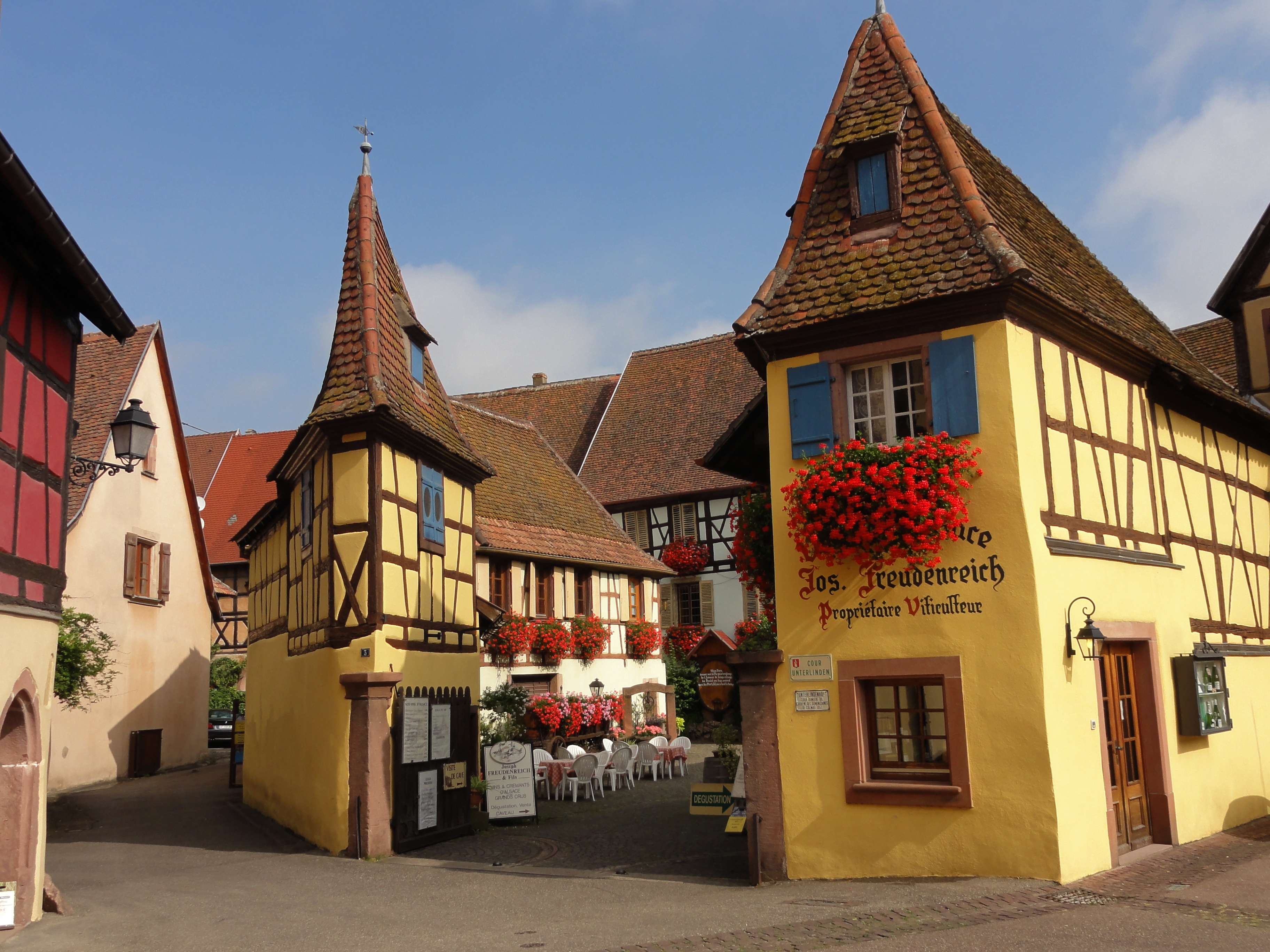
Ancienne cour domaniale d'Unterlinden (XVIe-XVIIe-XVIIIe).
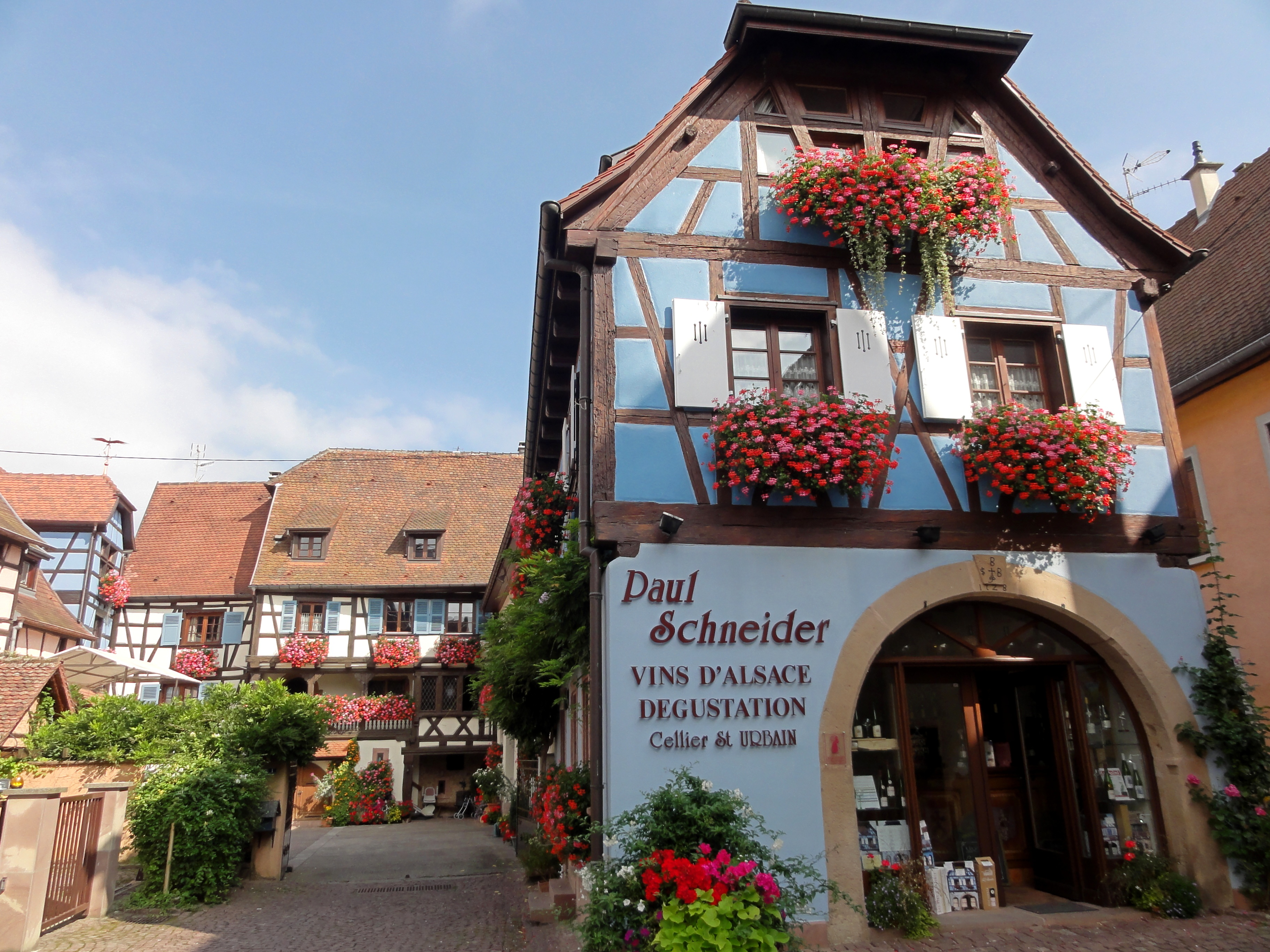
Ancienne cour domaniale de Kybourg-Brunswick (XVIIe).
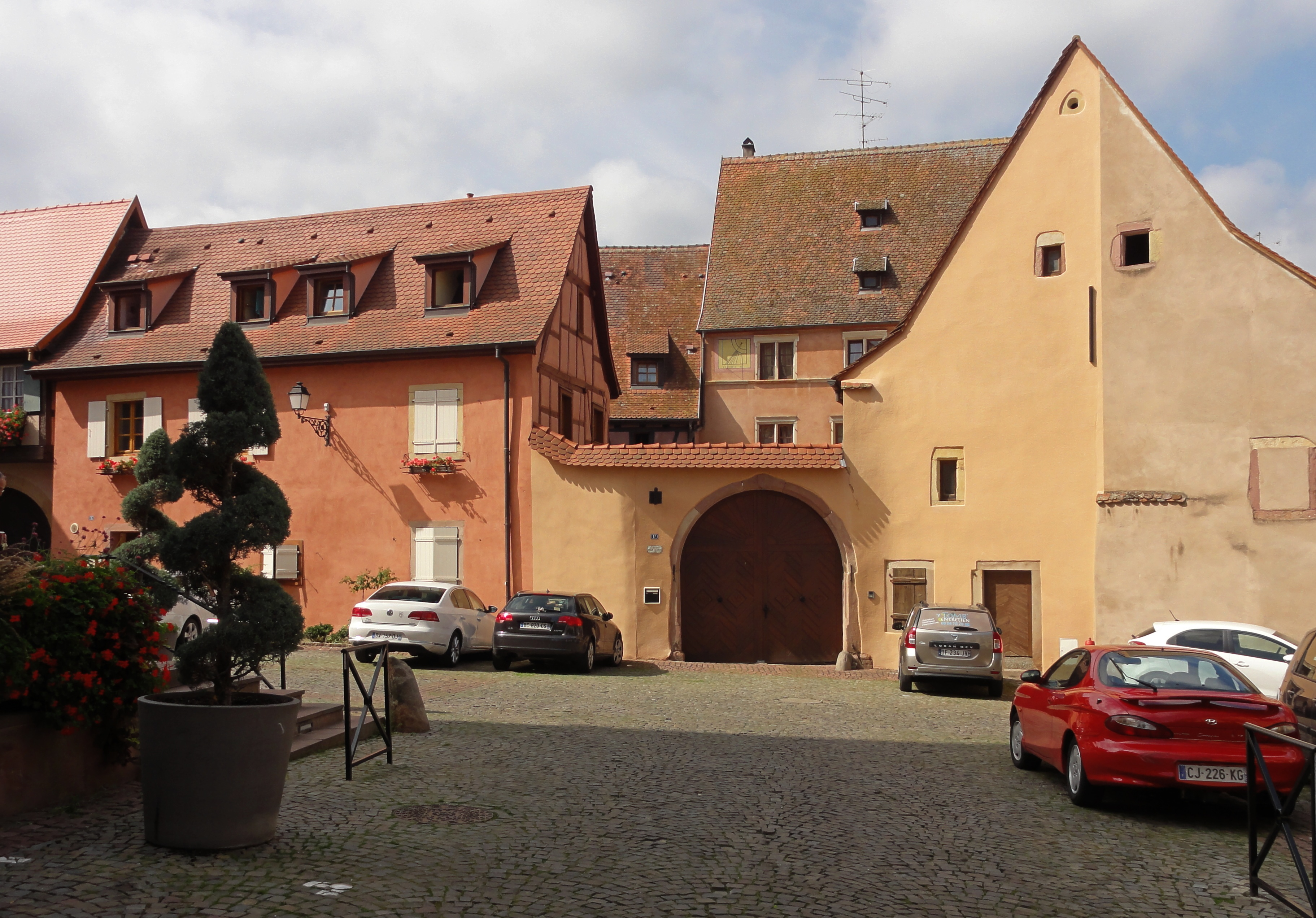
Ancienne cour domaniale d'Eschau (XVIe-XVIIe).
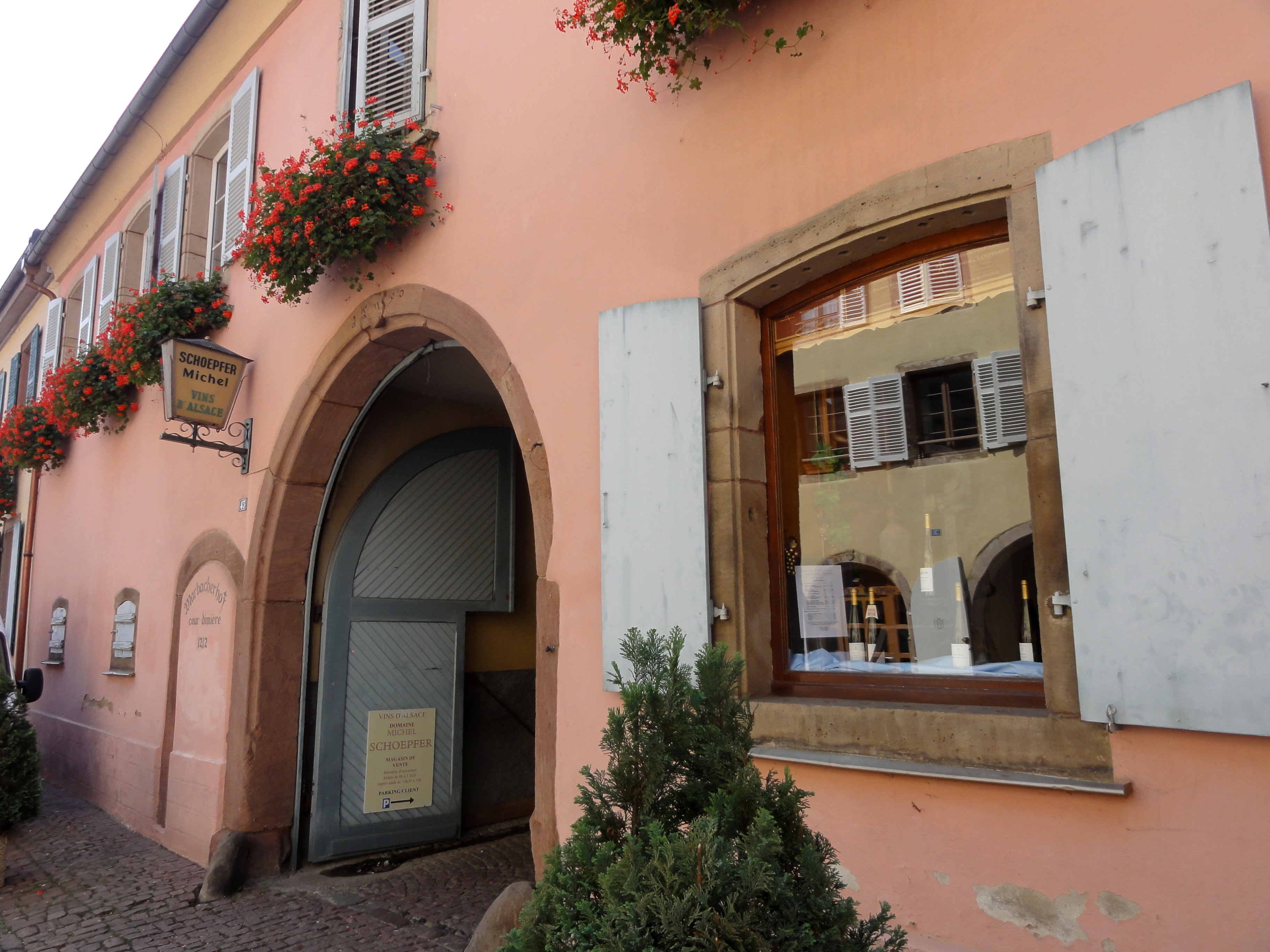
Ancienne cour domaniale de Marbach (XVIe-XVIIIe).
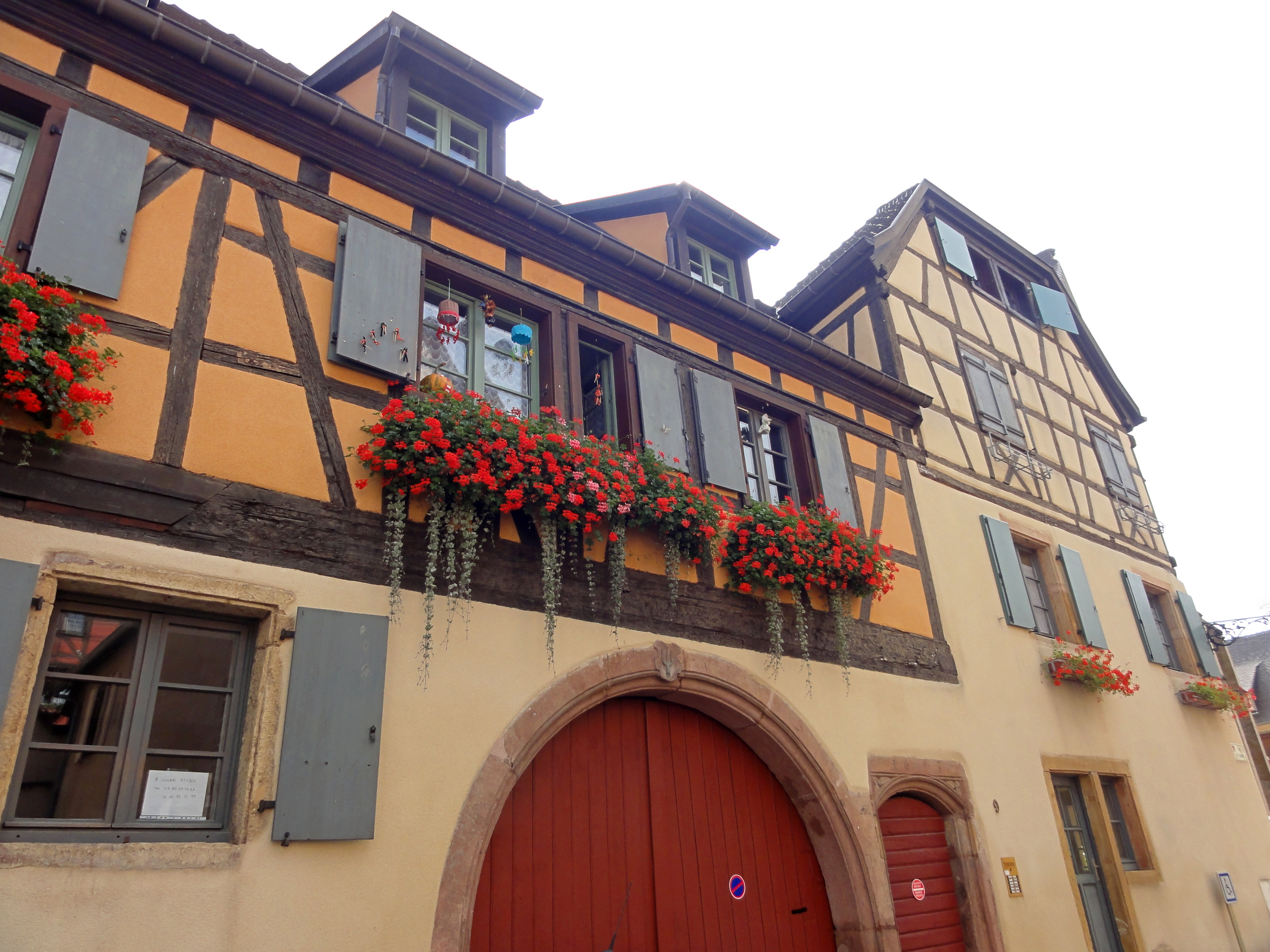
Ancienne cour domaniale d'Ebersmunster dite Kaiserhof (XVIe-XVIIe).
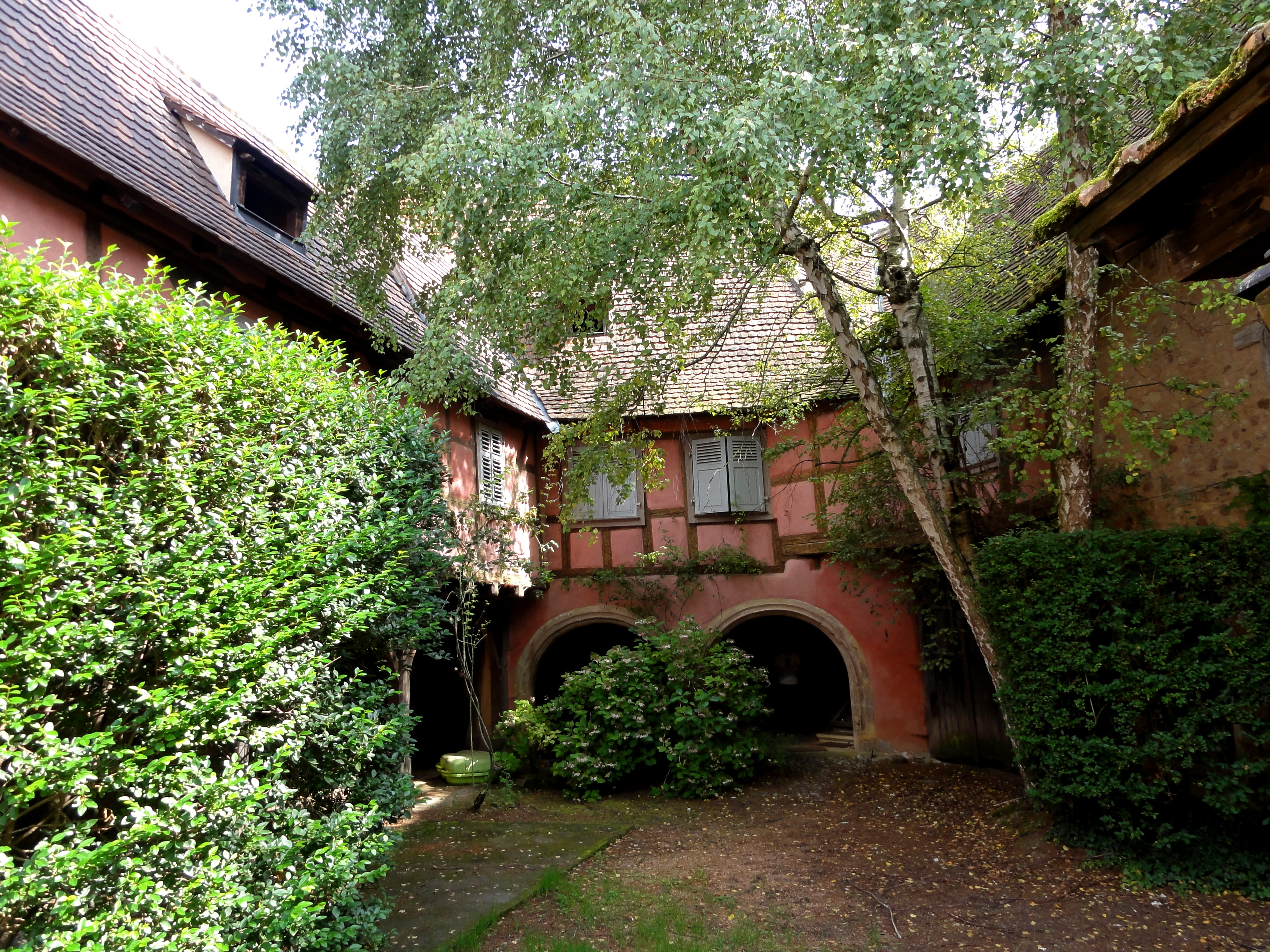
Ancienne cour domaniale de Pairis (XVIe-XVIIIe).

## Politique et administration

### Découpage territorial
La commune d'Eguisheim est membre de la communauté de communes du Pays de Rouffach, Vignobles et Châteaux, un établissement public de coopération intercommunale (EPCI) à fiscalité propre créé le 14 décembre 1993 dont le siège est à Rouffach. Ce dernier est par ailleurs membre d'autres groupements intercommunaux.
Sur le plan administratif, elle est rattachée à l'arrondissement de Colmar-Ribeauvillé, à la circonscription administrative de l'État du Haut-Rhin, en tant que circonscription administrative de l'État, et à la région Grand Est. 
Sur le plan électoral, elle dépendait jusqu'en 2020 du  canton de Wintzenheim pour l'élection des conseillers départementaux au sein du conseil départemental du Haut-Rhin. Depuis le 1er janvier 2021, elle dépend du même canton pour l'élection des conseillers d'Alsace au sein de la collectivité européenne d'Alsace.

### Liste des maires
| Période                                  | Période                   | Identité                                        | Étiquette | Qualité                                       |
| ---------------------------------------- | ------------------------- | ----------------------------------------------- | --------- | --------------------------------------------- |
| 1959                                     | 1995                      | Léon Beyer                                      |           | Viticulteur, chevalier de la Légion d'honneur |
| 1995                                     | 2008                      | Pierre Hussherr                                 | DVD       |                                               |
| 2008                                     | En cours (au 31 mai 2020) | Claude Centlivre Réélu pour le mandat 2020-2026 | DVG       | Ancien inspecteur de l'Éducation nationale    |
| Les données manquantes sont à compléter. |                           |                                                 |           |                                               |

### Finances locales
Cette sous-section présente la situation des finances communales d'Eguisheim.
Pour l'exercice 2013, le compte administratif du budget municipal d'Eguisheim s'établit à  3 129 000 € en dépenses et 3 781 000 € en recettes :
En 2013, la section de fonctionnement se répartit en 1 343 000 €  de charges (779 € par habitant) pour 1 940 000 € de produits (1 125 € par habitant), soit un solde de 597 000 € (346 € par habitant), :
- le principal pôle de dépenses de fonctionnement est celui des charges de personnels[Note 8] pour une somme de 528 000 € (39 %), soit 307 € par habitant, ratio supérieur de 20 % à la valeur moyenne pour les communes de la même strate (255 € par habitant). Depuis 5 ans, ce ratio fluctue et présente un minimum de 275 € par habitant en 2010 et un maximum de 332 € par habitant en 2009 ;
- la plus grande part des recettes est constituée des impôts locaux[Note 9] pour  854 000 € (44 %), soit 496 € par habitant, ratio supérieur de 36 % à la valeur moyenne pour les communes de la même strate (366 € par habitant). En partant de 2009 et jusqu'à 2013, ce ratio fluctue et présente un minimum de 490 € par habitant en 2009 et un maximum de 538 € par habitant en 2011.

Les taux des taxes ci-dessous sont votés par la municipalité d'Eguisheim. Ils ont varié de la façon suivante par rapport à 2012 :
- la taxe d'habitation quasiment constante 19,00 % ;
- la taxe foncière sur le bâti quasiment sans variation 13,20 % ;
- celle sur le non bâti quasiment sans variation 48,27 %.

La section investissement se répartit en emplois et ressources. Pour 2013, les emplois comprennent par ordre d'importance :
- des dépenses d'équipement[Note 11] pour une valeur de 1 426 000 € (80 %), soit 827 € par habitant, ratio supérieur de 124 % à la valeur moyenne pour les communes de la même strate (370 € par habitant). Sur les 5 dernières années, ce ratio fluctue et présente un minimum de 358 € par habitant en 2012 et un maximum de 827 € par habitant en 2013 ;
- des remboursements d'emprunts[Note 12] pour une somme de 188 000 € (11 %), soit 109 € par habitant, ratio supérieur de 56 % à la valeur moyenne pour les communes de la même strate (70 € par habitant).

Les ressources en investissement d'Eguisheim se répartissent principalement en :
- nouvelles dettes pour une valeur de 800 000 € (43 %), soit 464 € par habitant, ratio supérieur de 433 % à la valeur moyenne pour les communes de la même strate (87 € par habitant). En partant de 2009 et jusqu'à 2013, ce ratio fluctue et présente un minimum de 0 € par habitant en 2012 et un maximum de 466 € par habitant en 2010 ;
- subventions reçues pour un montant de 126 000 € (7 %), soit 73 € par habitant, ratio voisin de la valeur moyenne de la strate.

L'endettement d'Eguisheim au 31 décembre 2013 peut s'évaluer à partir de trois critères : l'encours de la dette, l'annuité de la dette et sa capacité de désendettement :
- l'encours de la dette pour une valeur de 2 586 000 €, soit 1 500 € par habitant, ratio supérieur de 120 % à la valeur moyenne pour les communes de la même strate (682 € par habitant). Sur la période 2009 - 2013, ce ratio fluctue et présente un minimum de 976 € par habitant en 2009 et un maximum de 1 500 € par habitant en 2013[A2 5] ;
- l'annuité de la dette pour  256 000 €, soit 148 € par habitant, ratio supérieur de 56 % à la valeur moyenne pour les communes de la même strate (95 € par habitant). Depuis 5 ans, ce ratio fluctue et présente un minimum de 129 € par habitant en 2010 et un maximum de 280 € par habitant en 2009[A2 5] ;
- la capacité d'autofinancement (CAF) pour une valeur totale de 603 000 €, soit 350 € par habitant, ratio supérieur de 87 % à la valeur moyenne pour les communes de la même strate (187 € par habitant). Sur la période 2009 - 2013, ce ratio fluctue et présente un minimum de 225 € par habitant en 2009 et un maximum de 352 € par habitant en 2011[A2 6]. La capacité de désendettement est d'environ 4 années en 2013. Sur une période de 14 années, ce ratio présente un minimum d'environ 3 années en 2012 et un maximum d'environ 12 années en 2006.

### Jumelages

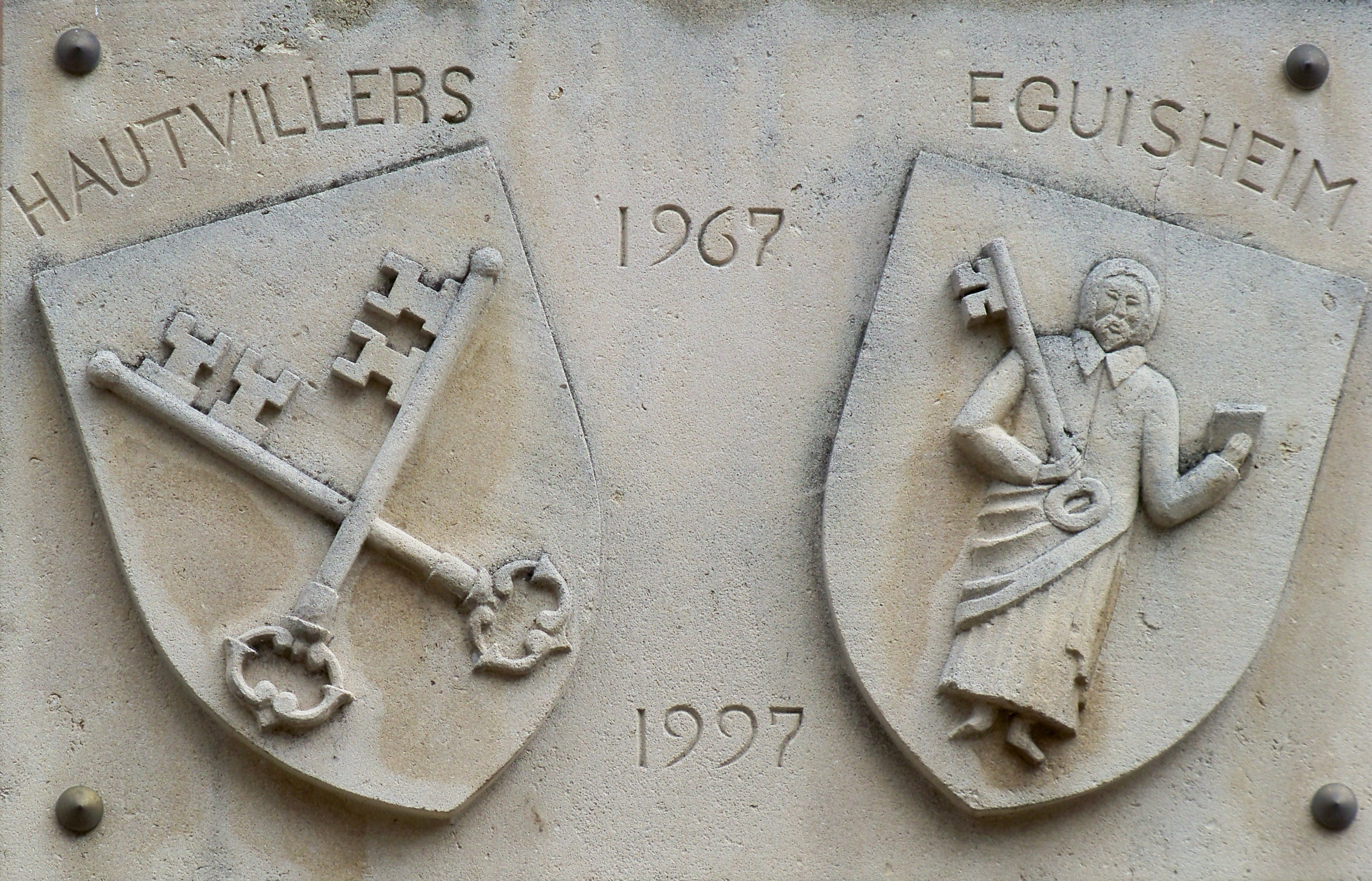
Blasons d'Hautvillers et Eguisheim (commémoration de jumelage).

- Hautvillers (France), jumelé
- Nuits-Saint-Georges (France), pacte d'amitié
- Aubusson (France), pacte d'amitié
- Bruxelles, Îlot Sacré (Belgique), voir Îlot Sacré, pacte d'amitié
- La Louvière (Belgique)
- Hinterzarten (Allemagne)
- Spa (Belgique)

## Population et société

### Démographie
L'évolution du nombre d'habitants est connue à travers les recensements de la population effectués dans la commune depuis 1793. Pour les communes de moins de 10 000 habitants, une enquête de recensement portant sur toute la population est réalisée tous les cinq ans, les populations de référence des années intermédiaires étant quant à elles estimées par interpolation ou extrapolation. Pour la commune, le premier recensement exhaustif entrant dans le cadre du nouveau dispositif a été réalisé en 2004.

En 2022, la commune comptait 1 735 habitants, en évolution de +0,41 % par rapport à 2016 (Haut-Rhin : +0,66 %, France hors Mayotte : +2,11 %).
| 1793  | 1800  | 1806  | 1821  | 1831  | 1836  | 1841  | 1846  | 1851  |
| ----- | ----- | ----- | ----- | ----- | ----- | ----- | ----- | ----- |
| 1 545 | 1 733 | 1 717 | 2 086 | 2 183 | 2 182 | 2 117 | 2 149 | 2 133 |

| 1856  | 1861  | 1866  | 1871  | 1875  | 1880  | 1885  | 1890  | 1895  |
| ----- | ----- | ----- | ----- | ----- | ----- | ----- | ----- | ----- |
| 1 946 | 1 937 | 1 962 | 1 758 | 1 695 | 1 767 | 1 763 | 1 678 | 1 649 |

| 1900  | 1905  | 1910  | 1921  | 1926  | 1931  | 1936  | 1946  | 1954  |
| ----- | ----- | ----- | ----- | ----- | ----- | ----- | ----- | ----- |
| 1 547 | 1 455 | 1 387 | 1 417 | 1 448 | 1 547 | 1 507 | 1 375 | 1 470 |

| 1962  | 1968  | 1975  | 1982  | 1990  | 1999  | 2004  | 2006  | 2009  |
| ----- | ----- | ----- | ----- | ----- | ----- | ----- | ----- | ----- |
| 1 568 | 1 519 | 1 461 | 1 438 | 1 530 | 1 548 | 1 541 | 1 549 | 1 622 |

| 2014  | 2019  | 2022  | - | - | - | - | - | - |
| ----- | ----- | ----- | - | - | - | - | - | - |
| 1 738 | 1 721 | 1 735 | - | - | - | - | - | - |

## Économie

### Vignoble et crus d'Eguisheim

#### Les vins d'Eguisheim au fil du temps
Les débuts de la viticulture dans la plaine d'Alsace datent de la période romaine, stimulés par la présence des garnisons de Germanie supérieure, dont les légionnaires et auxiliaires étaient de gros consommateurs de cette denrée de luxe qu'était alors le vin.
Au XVe siècle, la plupart des cours européennes du Nord de l'Europe achètent du vin d'Alsace. Celui d'Eguisheim part de Colmar par l'Ill puis de Strasbourg par le Rhin. La qualité du vin est telle qu'il supporte un transport en barrique de plusieurs semaines et que des millésimes exceptionnels comme 1539 sont conservés pendant plusieurs décennies. Certains clos plus réputés que d'autres font leur apparition : Eichberg et Pfersigberg à Eguisheim.
Au XIXe siècle, le vignoble alsacien atteint 28 000 hectares, produisant en masse des vins courants et n'exportant plus ses produits. Puis vient une période tragique, où oïdium, mildiou, phylloxéra mettent en cause son existence même. Le vignoble ne couvre plus que 6 000 hectares en 1945, mais uniquement sur les meilleurs coteaux.
Dès lors débute une révolution car Eguisheim, comme d'autres vignobles alsaciens, se lance dans une politique de vins de qualité : les cépages très productifs sont remplacés par des ceps sélectionnés.

#### Les grands crus
Outre le niveau qualitatif requis, ces vins doivent refléter les caractéristiques liées à leur terroir ; leurs arômes complexes révèlent des particularités.

##### Le grand cru Eichberg
Le riesling y présente des arômes d'agrumes, principalement de citron et pamplemousse, plus ou moins exotiques selon la maturation, jusqu'aux arômes de banane et d'abricot en cas de surmaturation. Une pointe végétale est toujours présente. Au vieillissement, l'évolution tend vers des caractères de réglisse et vers une note minérale, sans excès. Au palais, une agréable amertume précède un final de zeste d'orange. L'acidité virile des rieslings de l'Eichberg est contrebalancée par beaucoup de charpente et de corps.
Le pinot gris génère des vins capiteux, corsés et étoffés, un peu arrondis, aux senteurs de miel, de fumé et de sous-bois. Ils évoluent admirablement.
Le gewurztraminer donne naissance à des vins très amples, gras, marqués par une certaine fraîcheur. Ils exaltent des senteurs de rose avec une pointe végétale (cassis-menthe). Au vieillissement apparaît un caractère anisé.

##### Le grand cru Pfersigberg

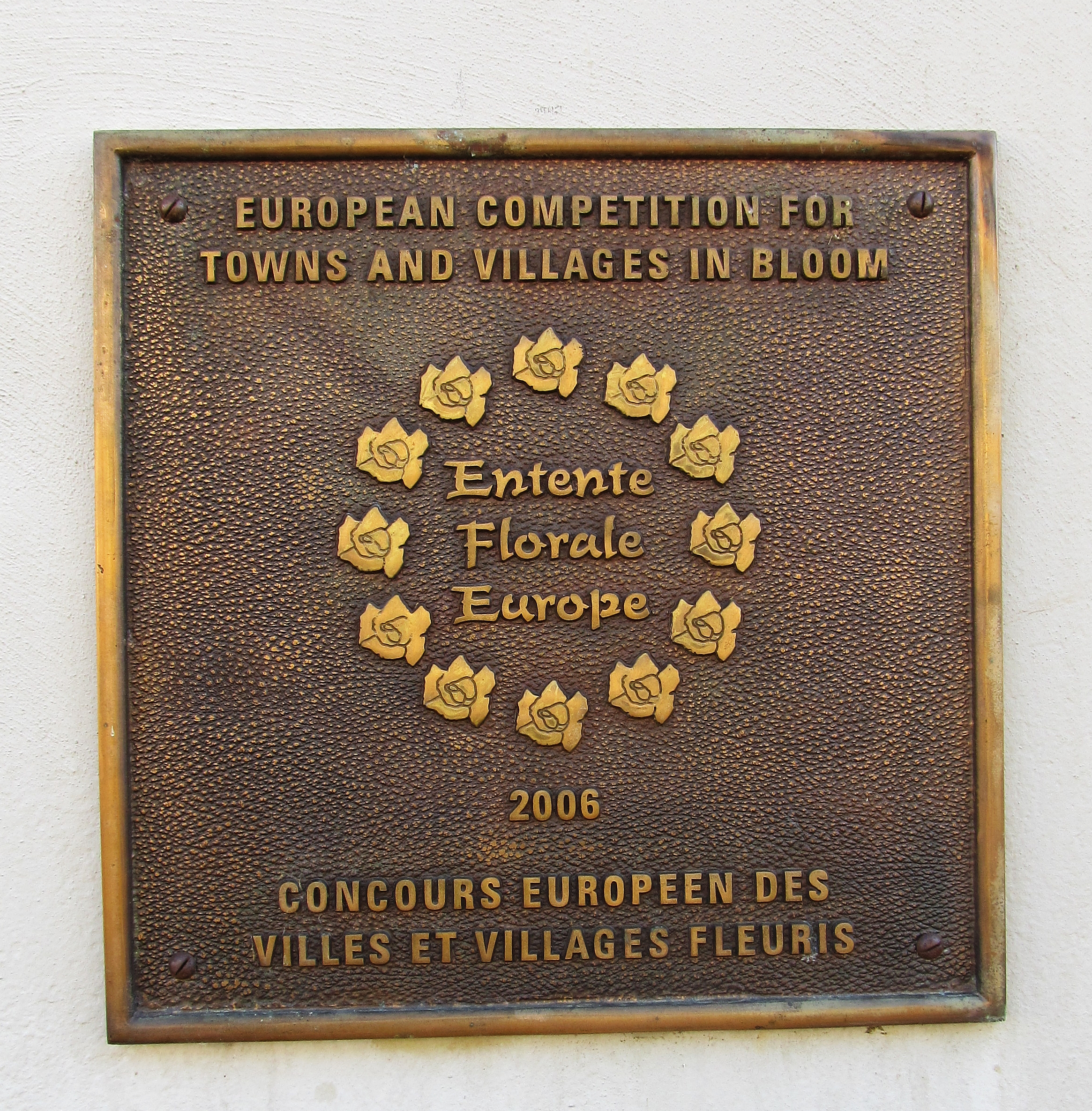
Entente florale éd. 2006 - plaque commémorative.

Le riesling a des arômes de fruits à noyau (mirabelle, pêche, abricot) rehaussés par une pointe épicée (poivre, muscade), ce qui confère à ces vins une très grande finesse. Ces rieslings sont très riches et très typés mais plus minces que ceux de l'Eichberg.
Le pinot-gris est capiteux, corsé, aux arômes insaisissables de miel, de noix, de cuir, avec une nuance moelleuse. Ce sont des vins de garde.
Le gewurztraminer est un vin chaleureux à dominante épicée, il présente des arômes de rose fanée. Son évolution dévoile des arômes de grillé et, en cas de surmaturation, d'abricot confit.

### Tourisme
Depuis 2003, Eguisheim est classée parmi Les Plus Beaux Villages de France. En 2006, le village a gagné la médaille d'or de l'Entente florale, le concours européen des villes et villages fleuris.
En juin 2013, Eguisheim succède à Saint-Cirq-Lapopie au palmarès de l'émission de France 2 Le Village préféré des Français.

## Culture locale et patrimoine

### Lieux et monuments

#### Église Saint-Pierre et Saint-Paul
L'église d'Eguisheim de Saint-Pierre et Saint-Paul a été érigée en 1220 sur une ancienne fondation carolingienne dont il ne subsiste plus que la base du clocher. Cet édifice gothique ne comporte plus que quelques éléments romans qui correspondent à une certaine époque. La tour à quatre étages comporte des fenêtres ogivales géminées, caractéristiques de la période gothique. À l'intérieur de ce clocher se trouve un portail à sculpture romanes polychromes représentant dans le tympan un Christ bénissant, entouré des saints apôtres Pierre et Paul. Sur le linteau est sculptée la parabole des sages et des Vierges folles qui chacune de leur côté frappent à la porte du paradis (du côté des Vierges sages, le Christ les accueille alors que chez les Vierges folles la porte reste fermée),.
La charpente du clocher date du XVIe siècle et soutient quatre cloches suspendues à des poutres. La construction a été faite de telle sorte que les vibrations ne se propagent pas à la maçonnerie.
L'ancienne église d'Eguisheim, dédiée aux apôtres saint Pierre et saint Paul, a été démolie en 1807. Il n'en reste plus que la tour romano-gothique avec un portail historié fort intéressant. Elle a cédé la place à une construction sans style, consacrée le 2 juillet 1809. On y voit encore une ancienne cuve romane que la tradition locale veut faire remonter au temps de Léon IX.
L'orgue Callinet Frères, de 1839, a été reconstruit par Alfred Kern en 1962,,.

##### Porche duXIIIeouXIVesiècle
Le porche appartient à l'ancienne église d'Eguisheim dont les moulures sont de style roman, tandis que les lignes architecturales sont gothiques. Le portail comporte de chaque côté quatre colonnes dont le haut des chapiteaux est sculpté. Vers le haut des chapiteaux on distingue un tympan représentant le Christ bénissant la Terre et à ses côtés les apôtres Pierre et Paul. La scène au-dessous représente la parabole des Vierges sages et des Vierges folles. Les premières sont accueillies à la porte du paradis par le Christ, alors que les secondes frappent à la porte du paradis qui reste fermé.

##### Bois polychrome de la Vierge ouvrante
À l'intérieur de l'église Saints-Pierre-et-Paul se trouve une statue en bois polychrome d'une Vierge ouvrante du XIVe siècle (hauteur 119 cm). Cette Vierge à l'Enfant présente un visage au doux sourire. Elle porte l'enfant comme pour le présenter à tous ceux qui passent. Un morceau de bois évidé qui se trouve sous la gorge de la statue pourrait avoir contenu des reliques. La plupart des Vierges ouvrantes appartiennent à deux catégories : les passionistes et les trinitaires, représentant Marie comme fille, comme épouse et comme mère. Celle-ci est la seule qui existe en Alsace, et est différente puisque les peintures, du XVIIe siècle, représentent le saint sacrement (classé M.H en 1978).

##### Les anciennes traditions
Parmi les traditions portées à cette paroisse, mentionnons les processions qui s'y faisaient autrefois. À la fête de la Saint Marc, la population d'Eguisheim se rendait au couvent de Saint-Marc à Gueberschwihr tout proche. Le jour de l'Invention de la croix, la procession se rendait jusqu'à la ville de Sainte-Croix-en-Plaine et à la fête de Saint Urbain, les paroissiens allaient à cheval faire le tour de la banlieue. De là l'usage de porter encore aujourd'hui le buste de saint Urbain à la procession du ban. Pendant la semaine des Rogations, la procession se dirigeait en divers endroits : le lundi à Herrlisheim, le mardi à Feldkirch, le mercredi et le jour de l'Ascension autour d'Eguisheim. Le vendredi, les paroissiens faisaient le tour à cheval autour du ban. Le samedi des Rogations, la population se rendait à l'abbaye de Marbach.

##### Cloche de 1774
Cloche de l'église paroissiale Saint-Pierre et Saint-Paul.

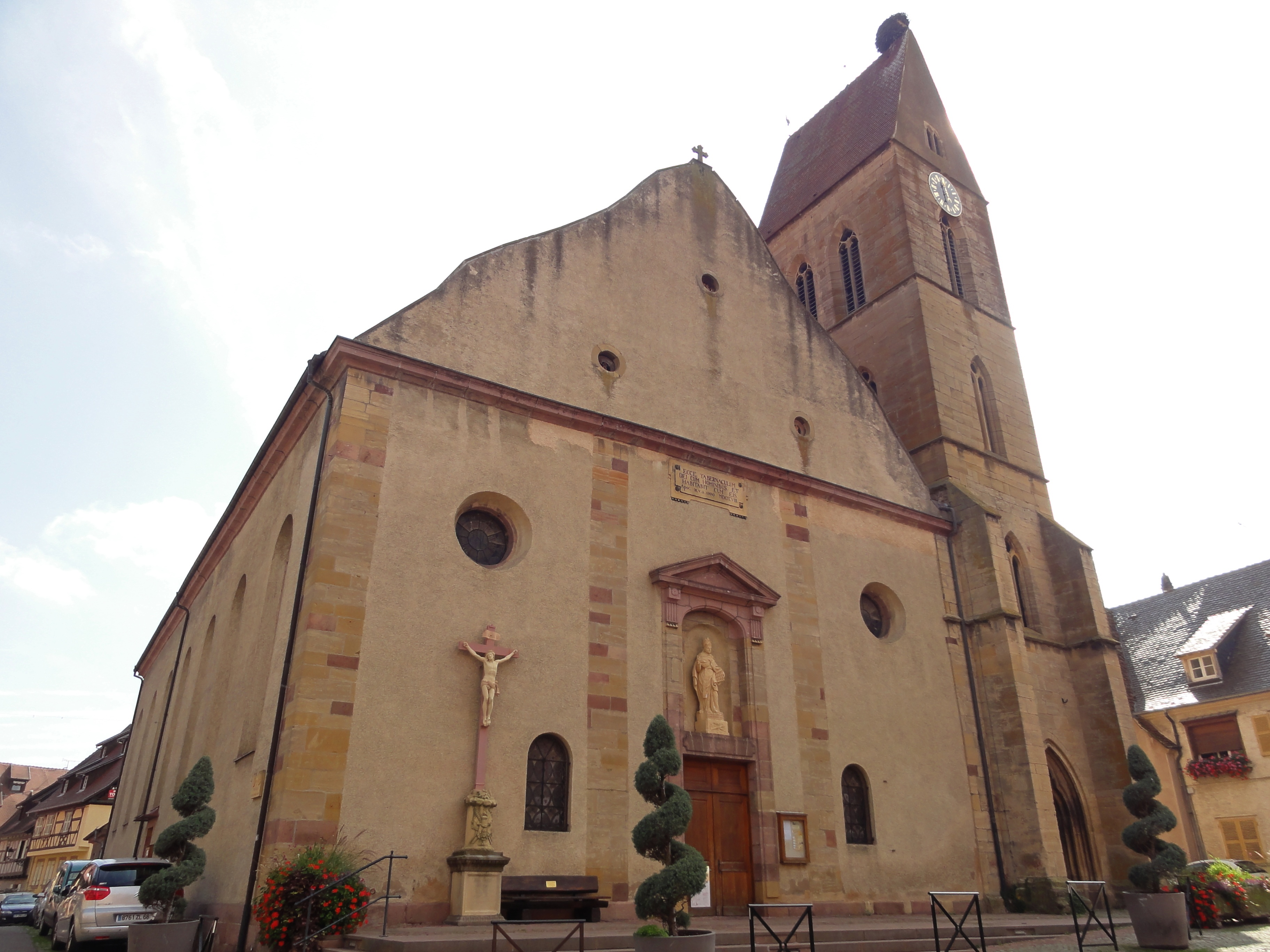
Église Saints-Pierre-et-Paul : nef néo-classique (1808) et clocher en bâtière (XIIIe).
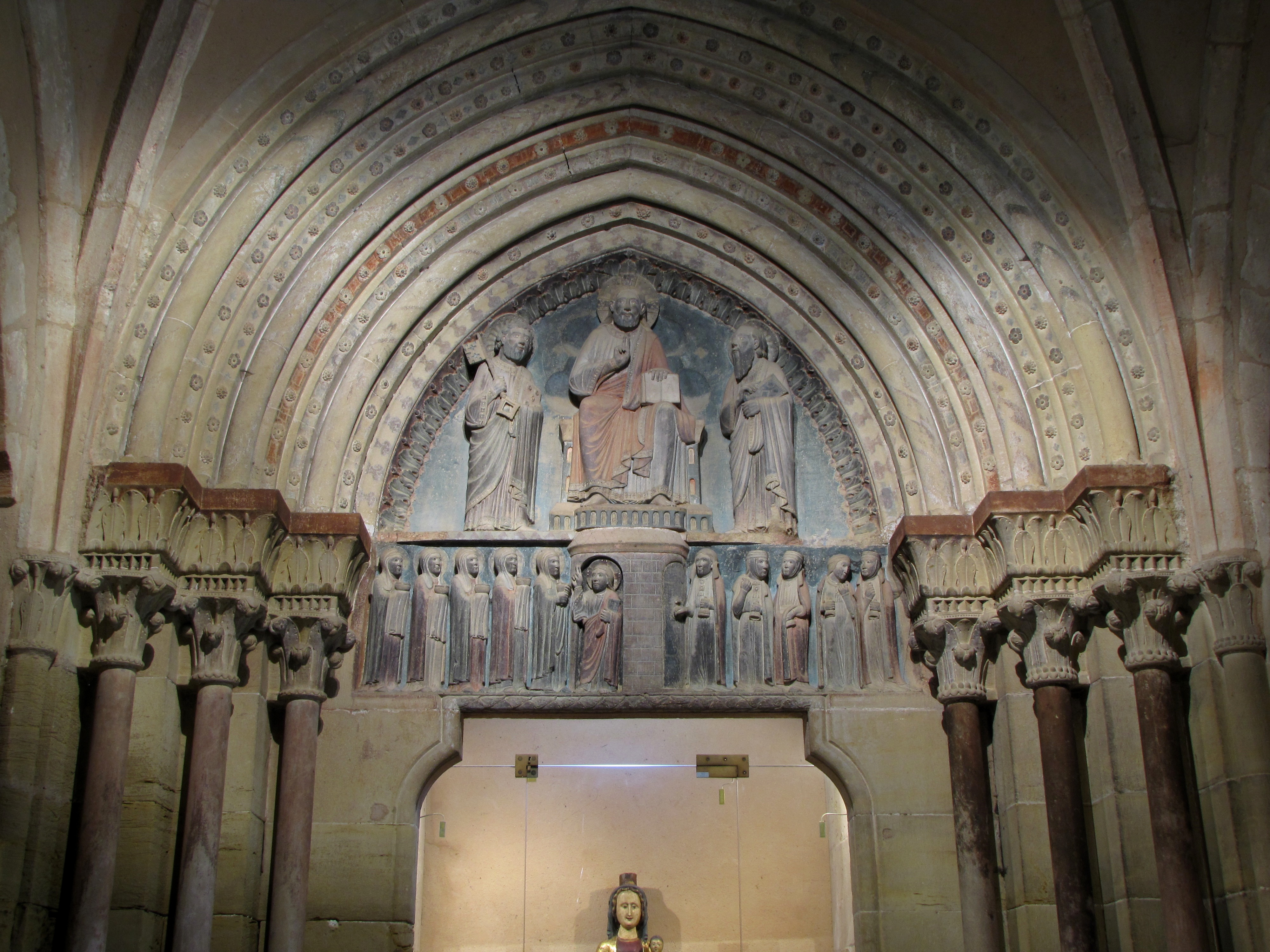
Tympan de l'ancien portail : « Le Christ entre saint Pierre et saint Paul » et vierges sages et vierges folles (XIIIe).
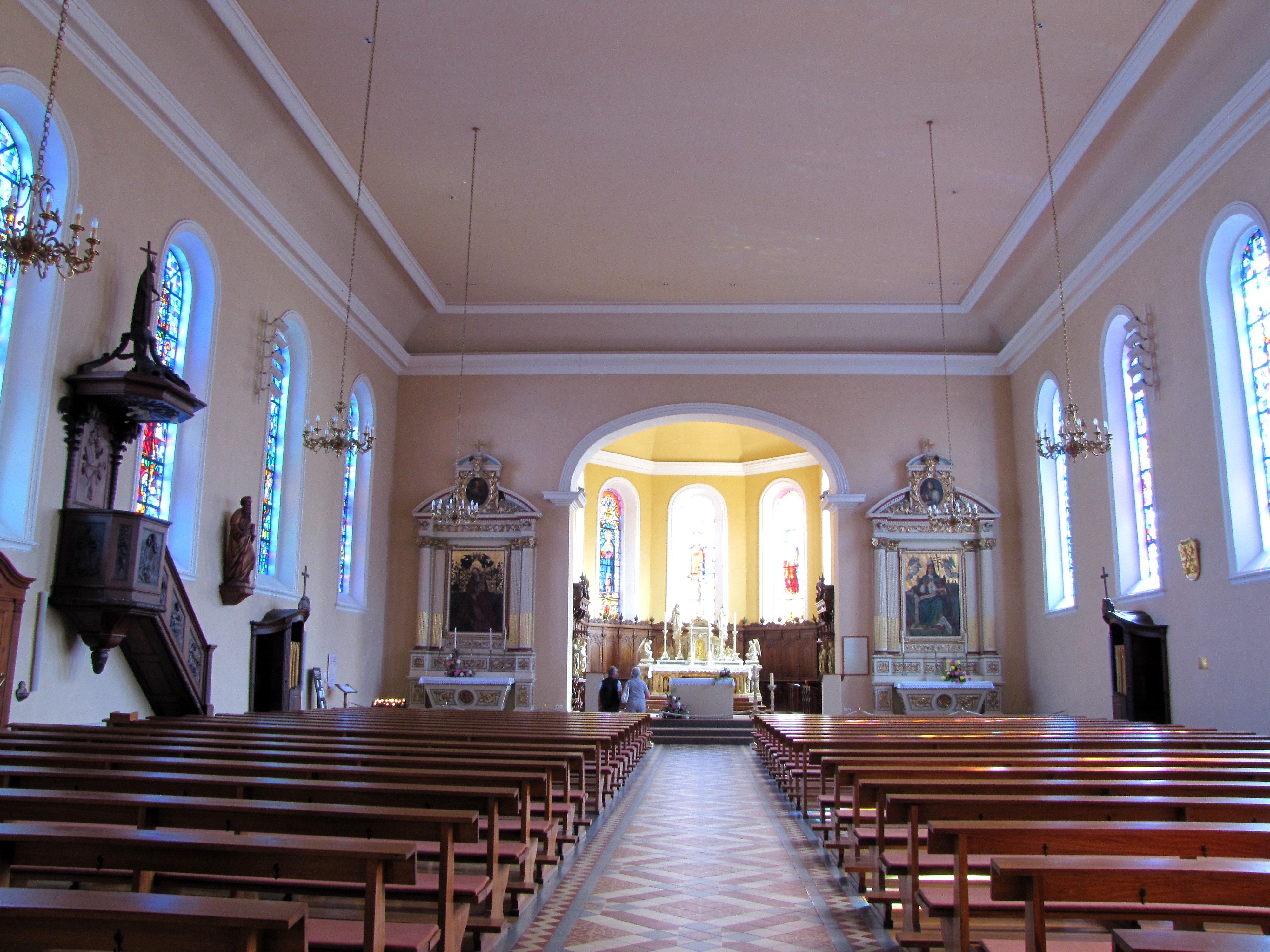
Vue intérieure de la nef néo-classique.
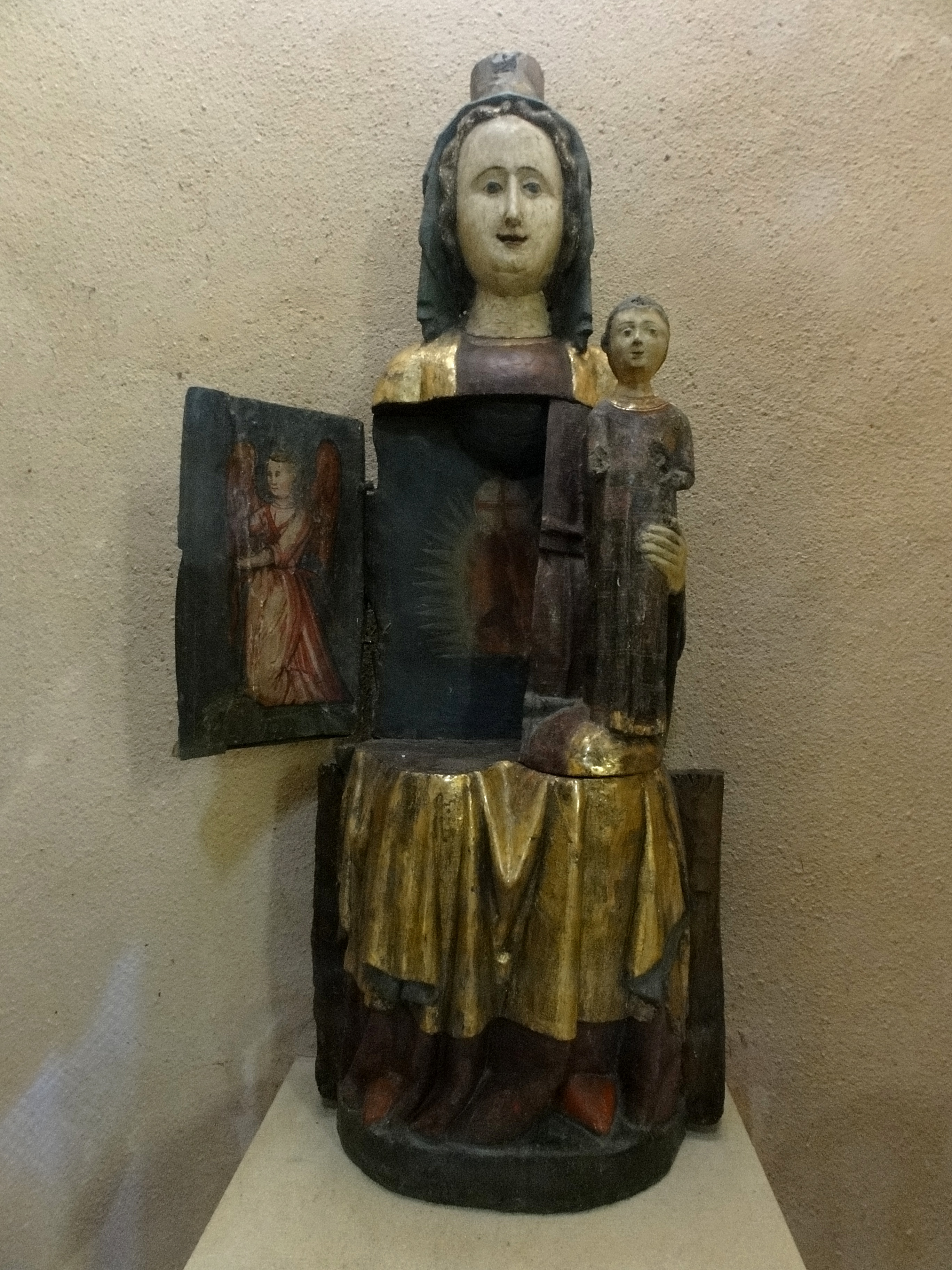
Vierge à l'Enfant dite Vierge ouvrante (XIVe-XVIIe).

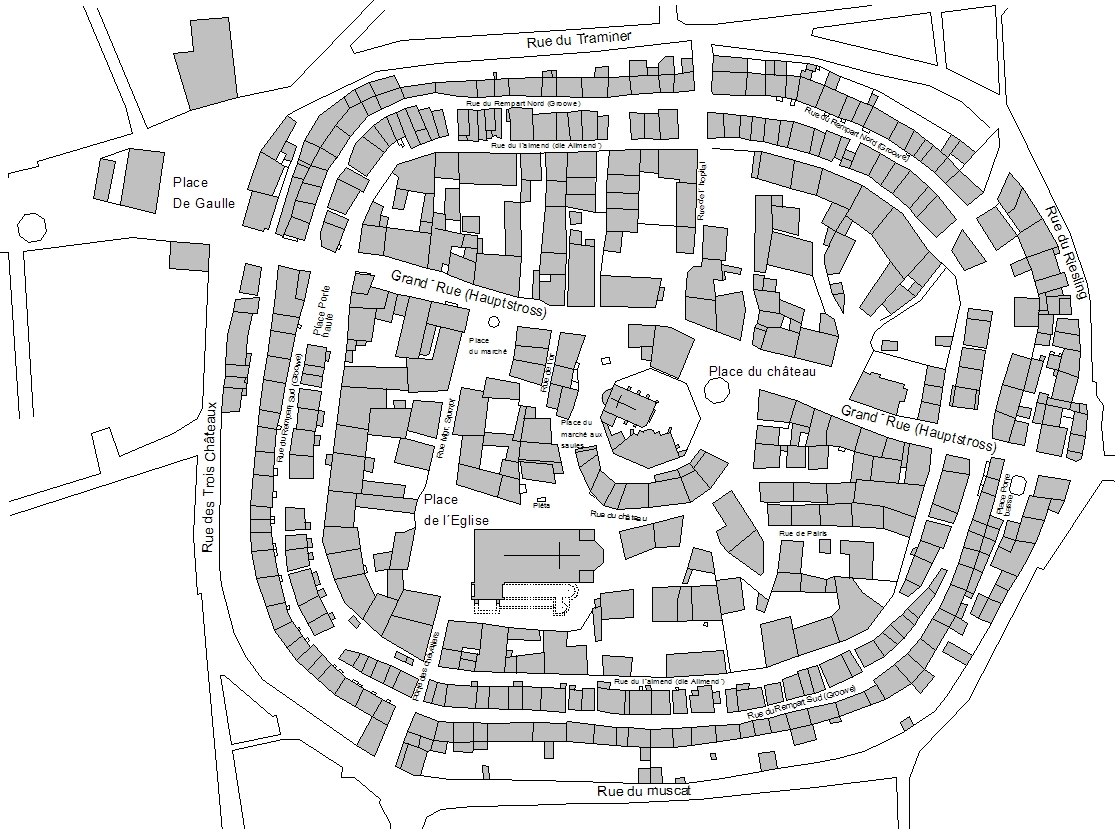
Plan d'Eguisheim, ville construite en circulaire autour de la place du Château.

### Château Saint-LéonIX(XIIIe–XIXesiècle)
Le château fort passait pour être celui où est né le pape saint Léon IX de la famille des Eguisheim,. Il adoptait un plan octogonal assez rare.

#### Chapelle Saint-LéonIX(XIXesiècle)
La chapelle, construite entre 1888 et 1894 et située dans la cour du château, repose sur les fondations du donjon. Elle est édifiée dans le style néo-roman, et la statue de saint Léon se dresse sur la façade. La chapelle a été consacrée en 1894.

##### Le reliquaire
Ce reliquaire, d'après la légende, comprend une châsse qui pourrait contenir une partie du crâne de saint Léon. Ces reliques étaient auparavant exposées à l'abbaye de Lucelle fondée en 1123 qui les avait reçues de Rome. Pendant la Révolution, les reliques sont transférées à l'église de Bouxwiller dans le Sundgau. En 1869, elles sont reconnues comme de vraies reliques. En 1880, le curé d'Eguisheim, Andlauer, obtient l'autorisation de l'évêque de Strasbourg et une partie du crâne est transportée à Eguisheim le 23 décembre 1880. À la fête de Saint-Léon en 1881, la châsse est exposée pour la première fois au public.

#### Fontaine Saint-Léon
Il s'agit d'une fontaine de forme octogonale qui est une des plus imposantes de la région Alsace. Le bétail venait s'y abreuver et les habitants y puiser l'eau pour des usages domestiques. Une statue de saint Léon est placée au sommet de cette fontaine. Financée par la famille Brucker, elle a été sculptée par un nommé Hugel de Sélestat, placée en 1842 et bénie en 1880 par M. le chanoine Sattler.

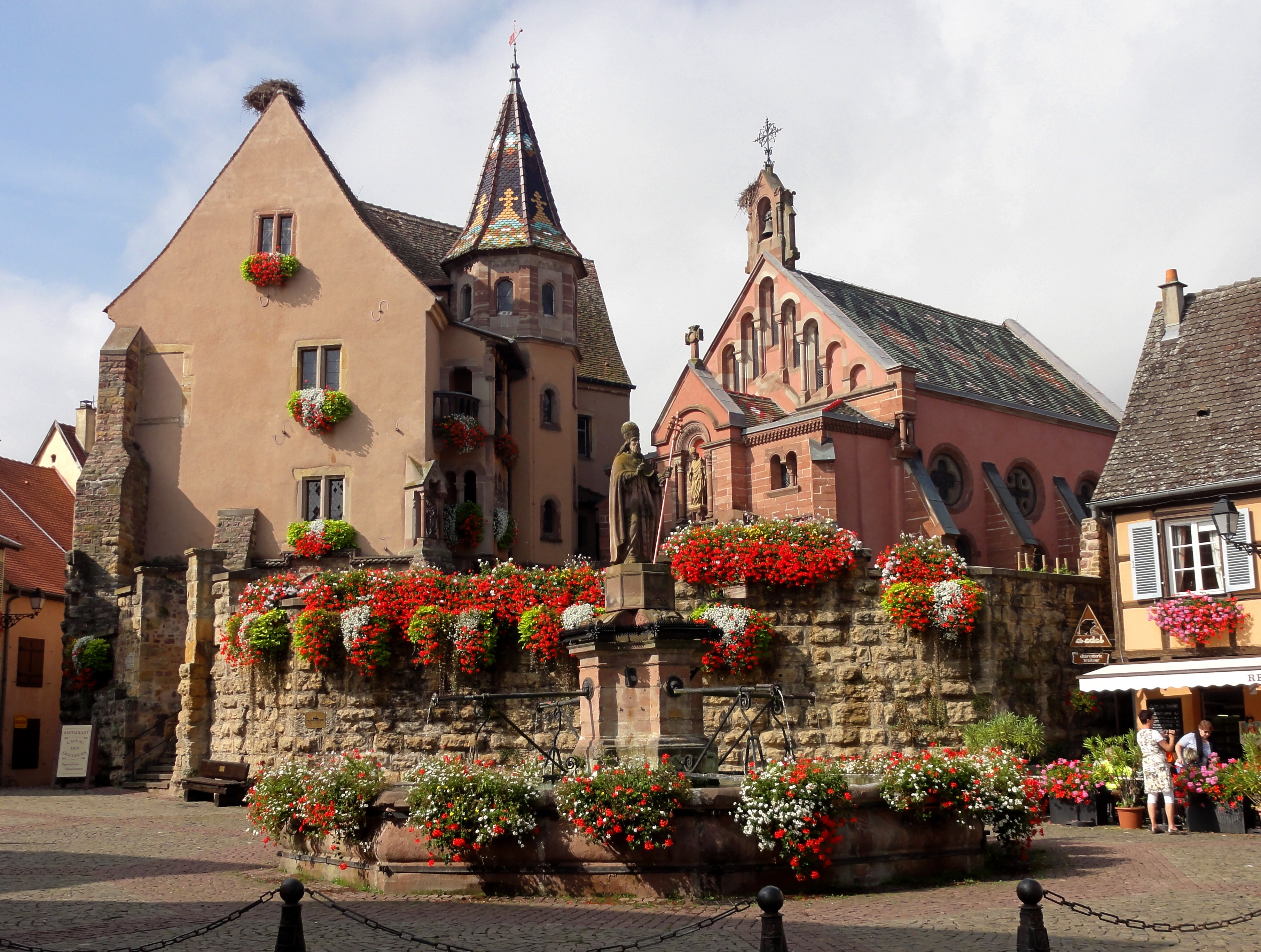
Château, chapelle et fontaine Saint-Léon.
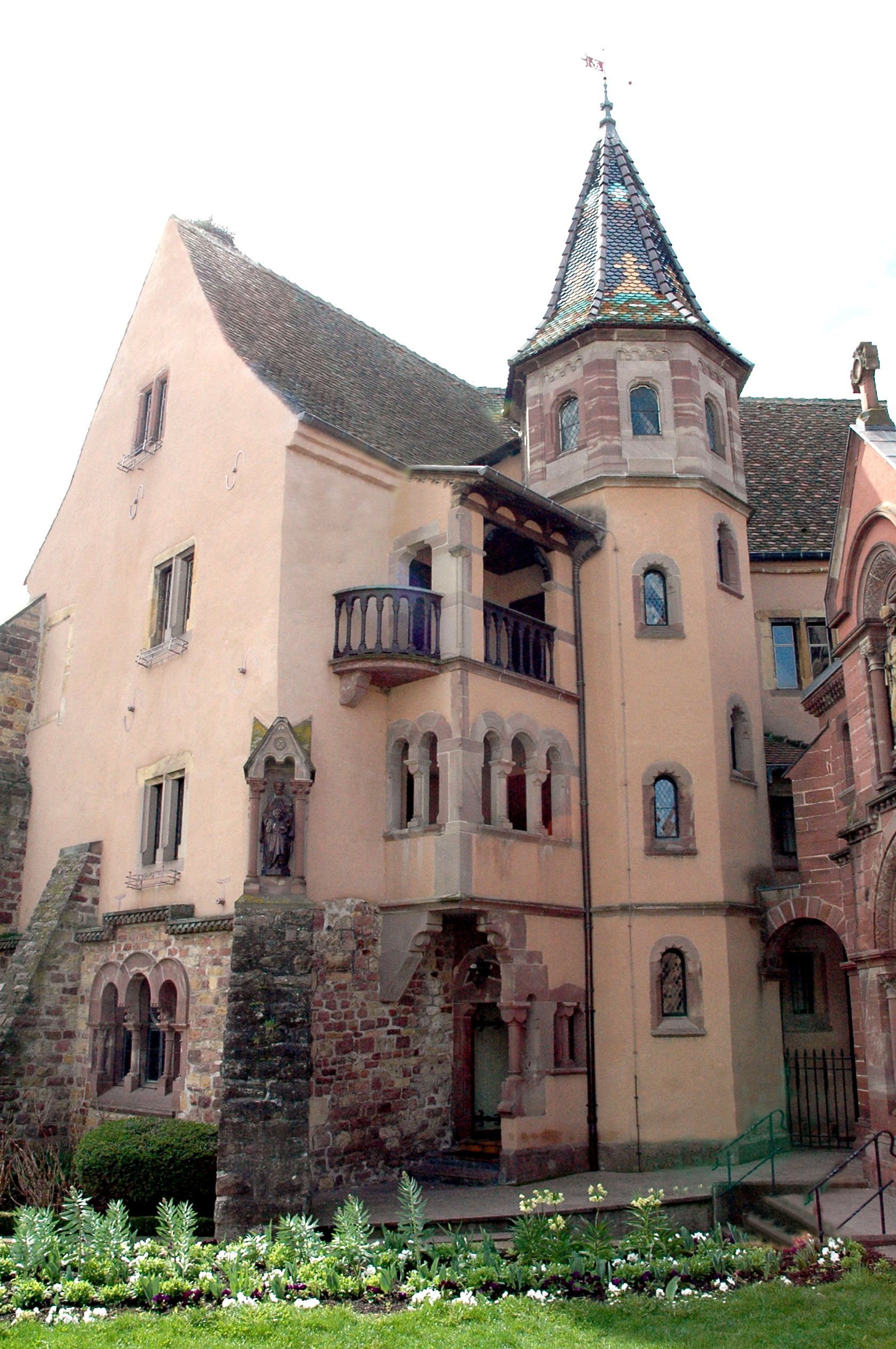
Château Saint-Léon.
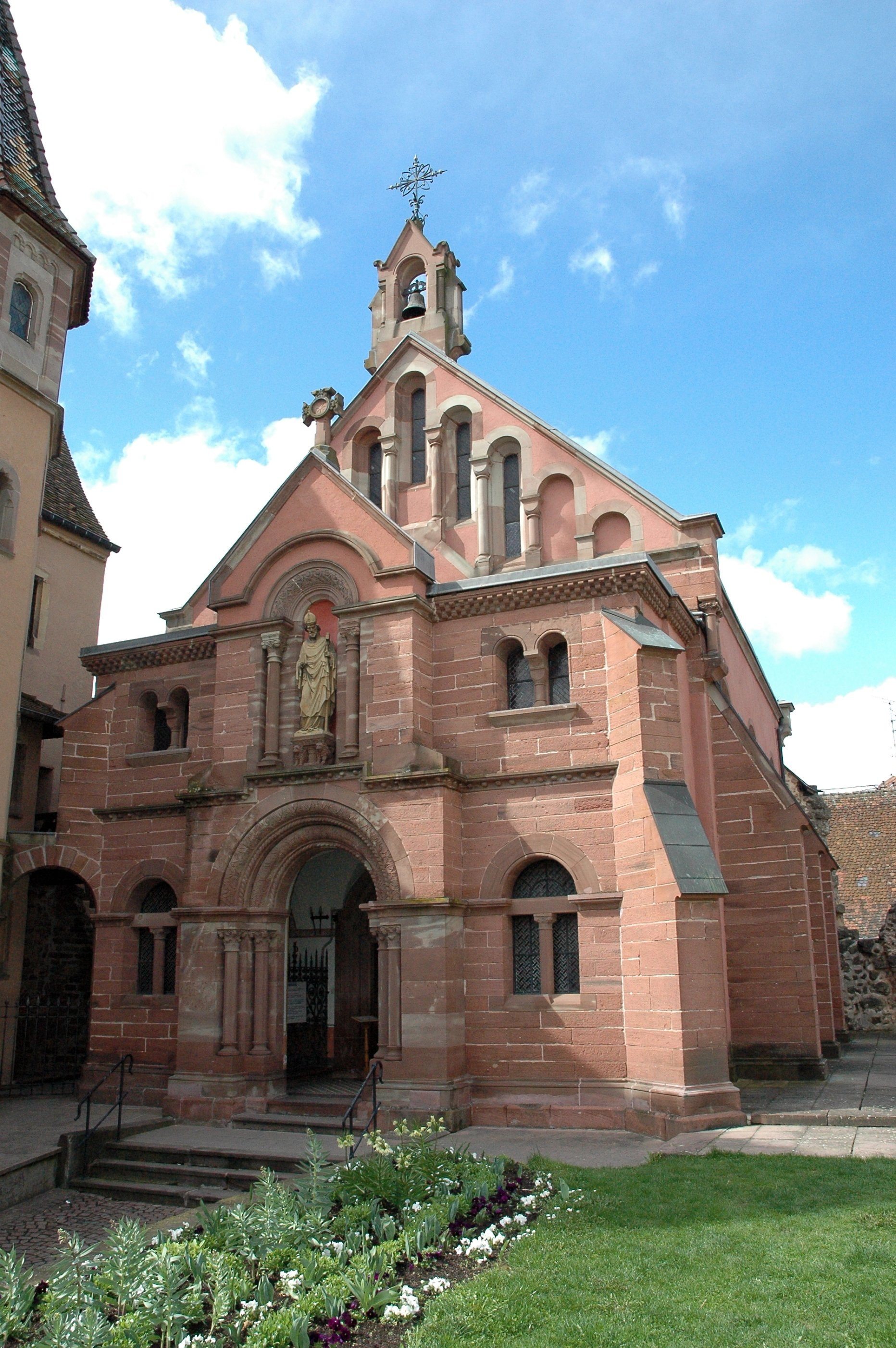
Chapelle Saint-Léon.
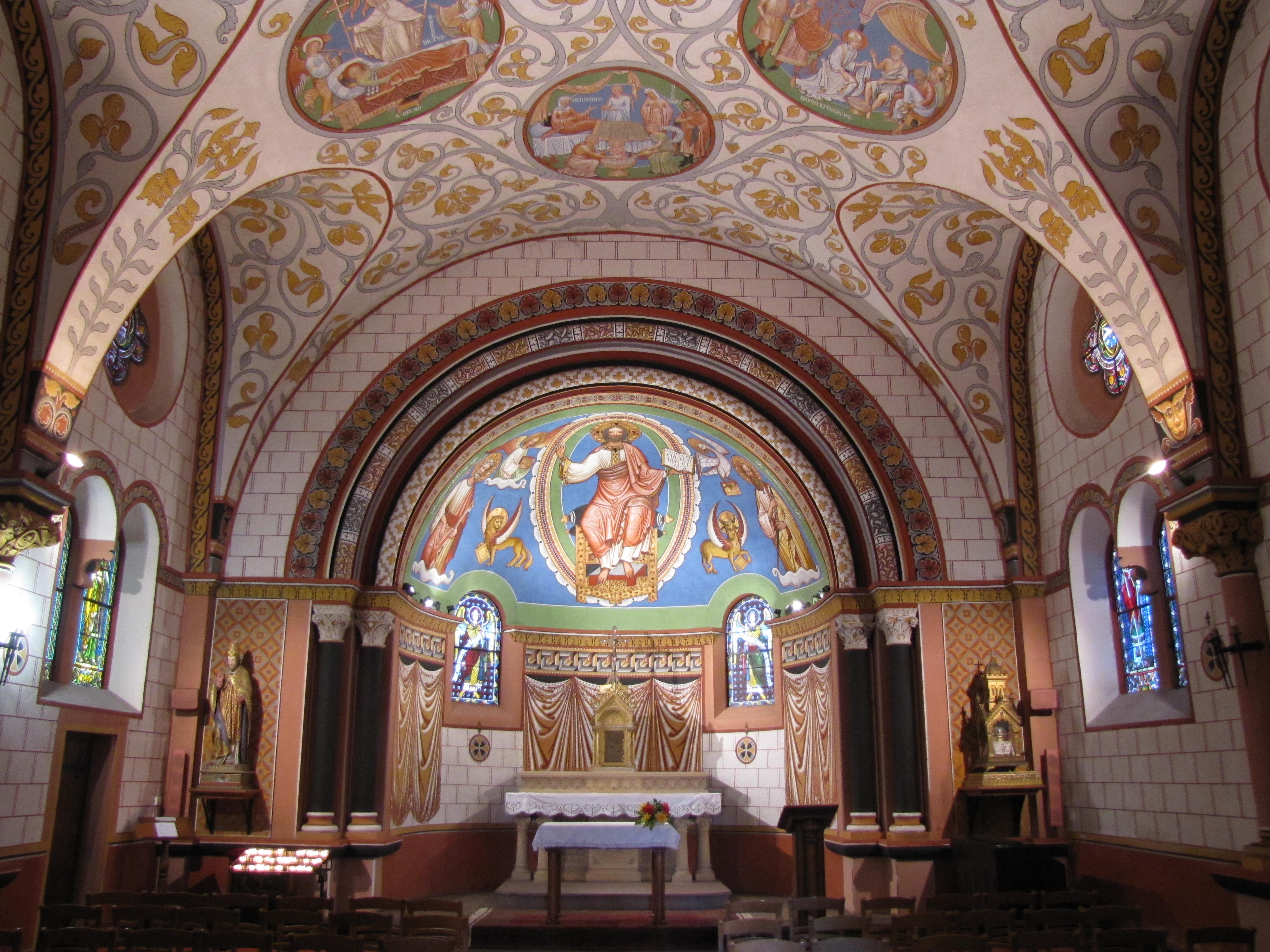
Intérieur de la chapelle Saint-Léon.

#### Obertor (1257)
Les remparts et Obertor (porte supérieure, tour du haut). L'Obertor a été rasé après 1832.

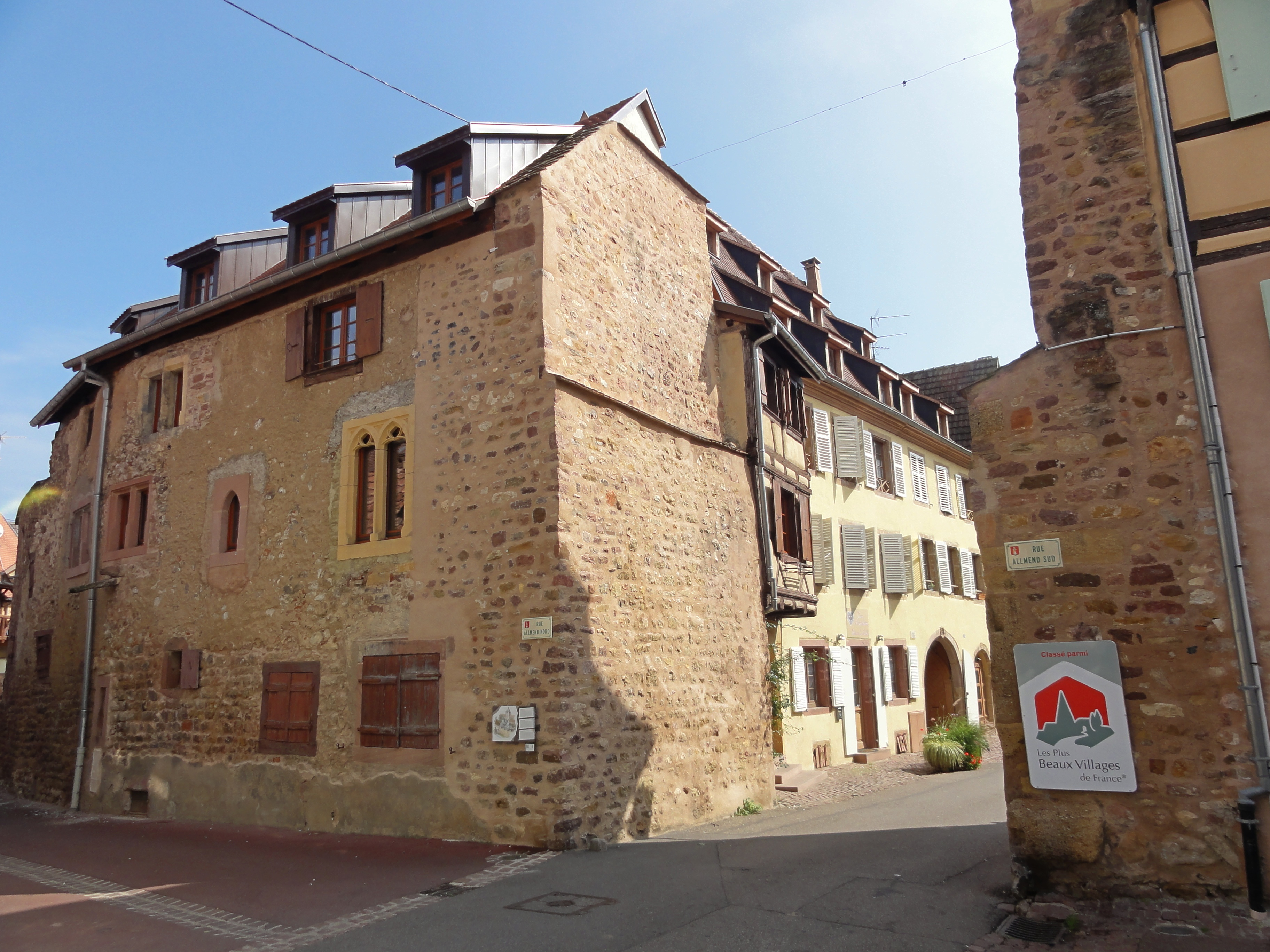
Enceinte médiévale (XIIIe siècle), pignons de l'ancienne tour (Obertor) démolie, angle rue Almend et Grand'Rue.
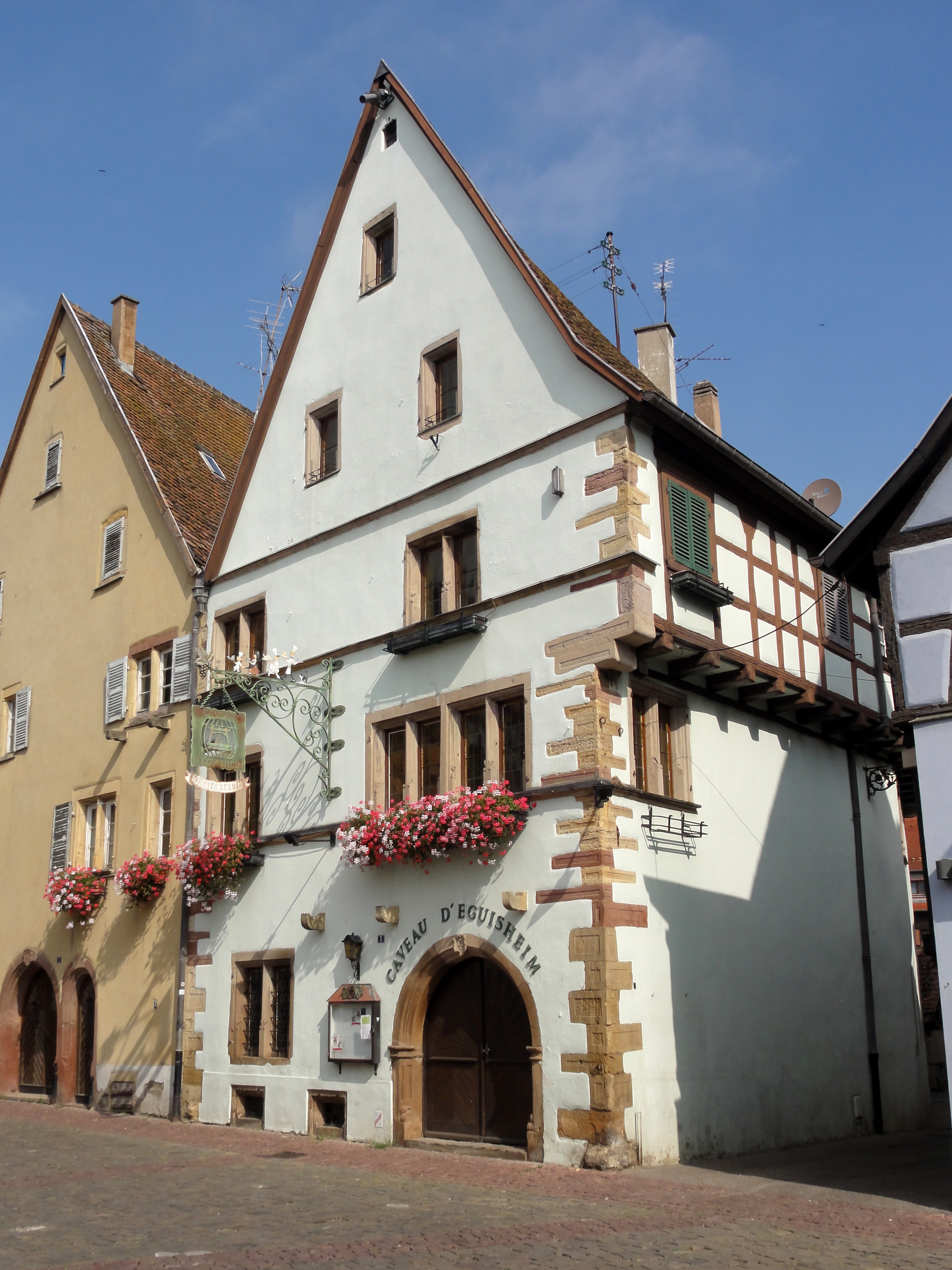
Maison de vigneron (XVIIe siècle), 3 place du Château Saint-Léon[51].
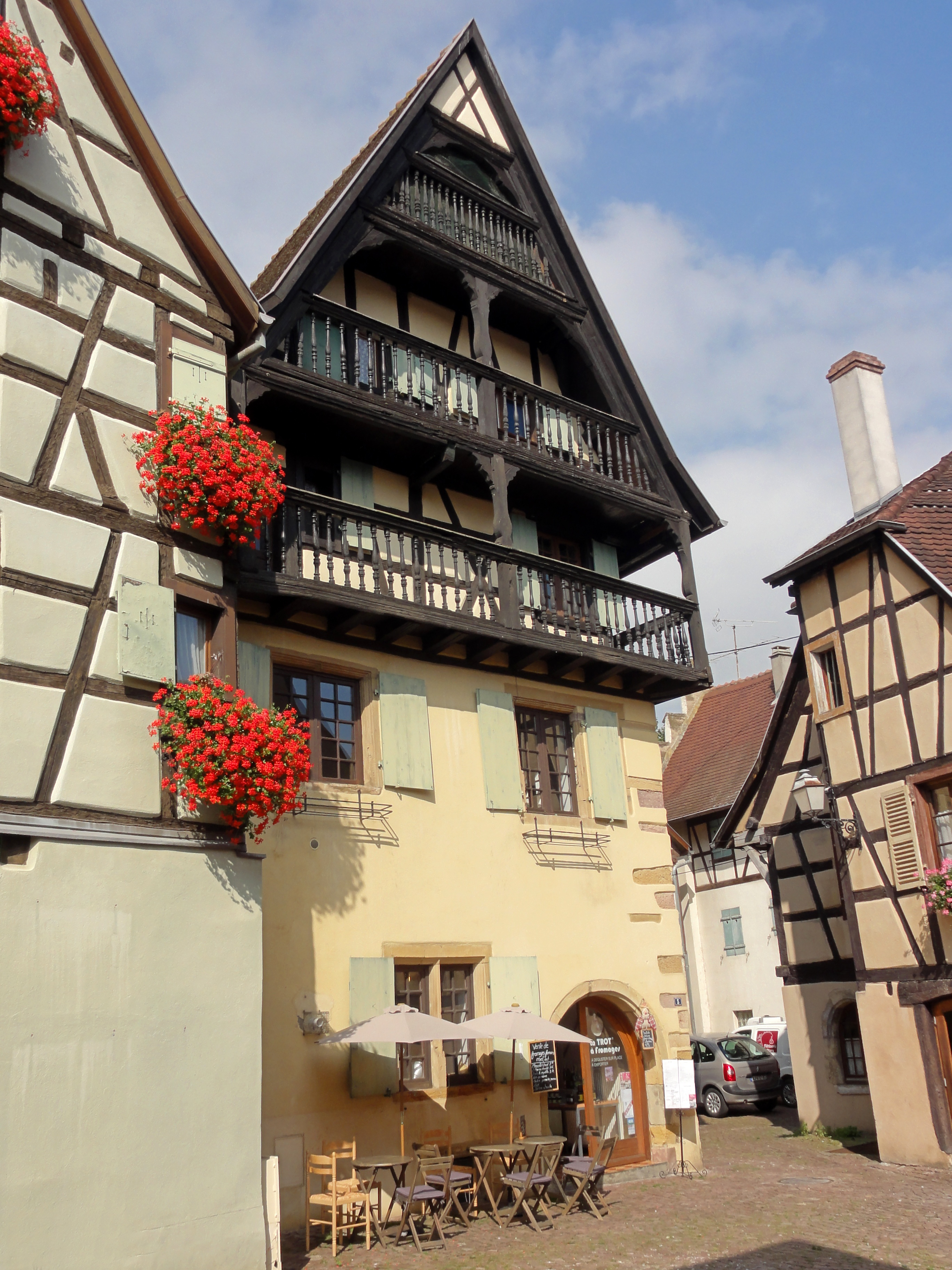
Maison de vigneron (XVIe – XVIIe siècle), 5 place du Marché-aux-Saules[52].
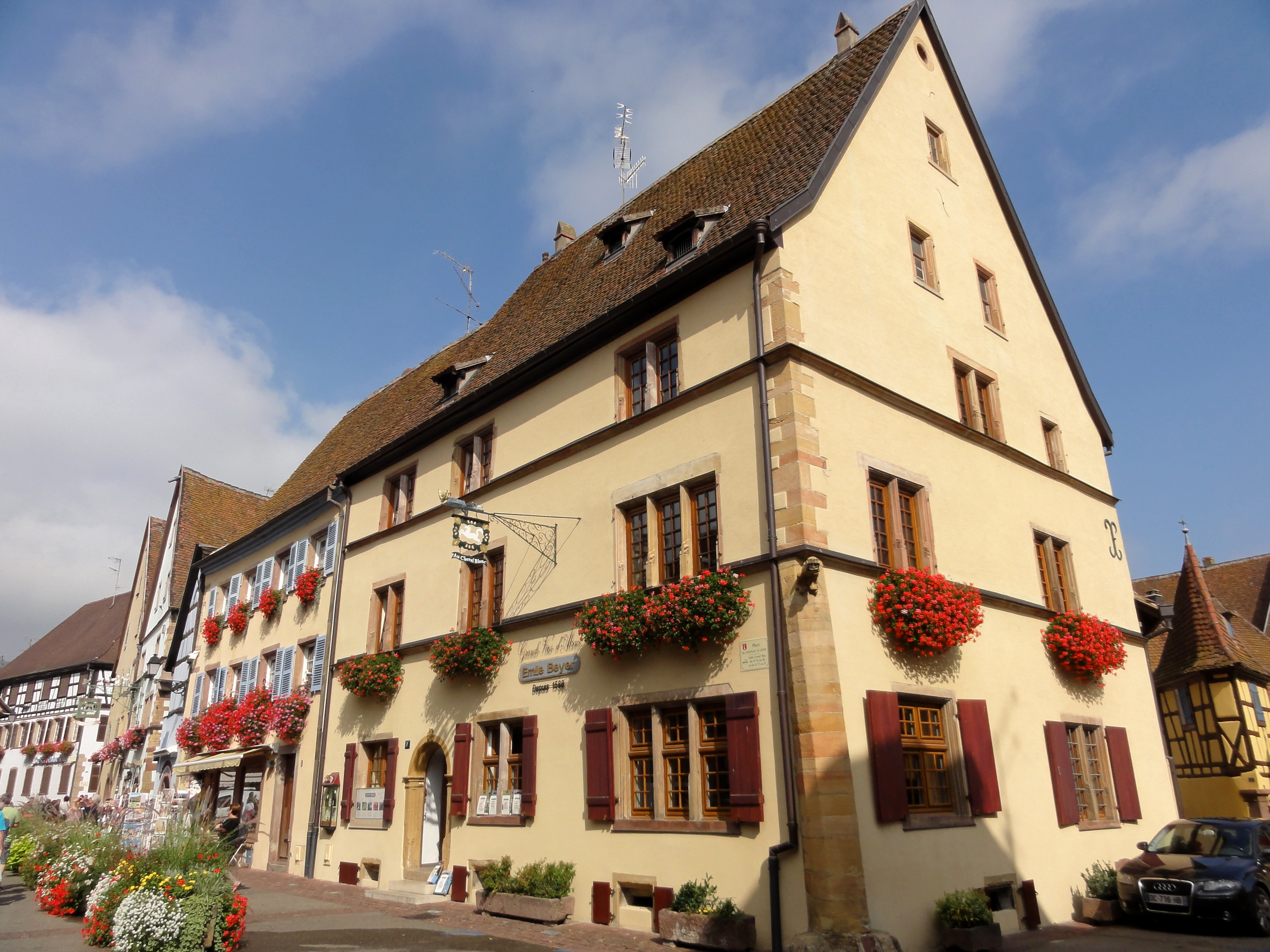
Ancienne auberge « Au Cheval Blanc » (XVIe – XVIIe siècle), 7 place du Château Saint-Léon[53].

#### Nombreuses maisons à colombages, rue des Remparts

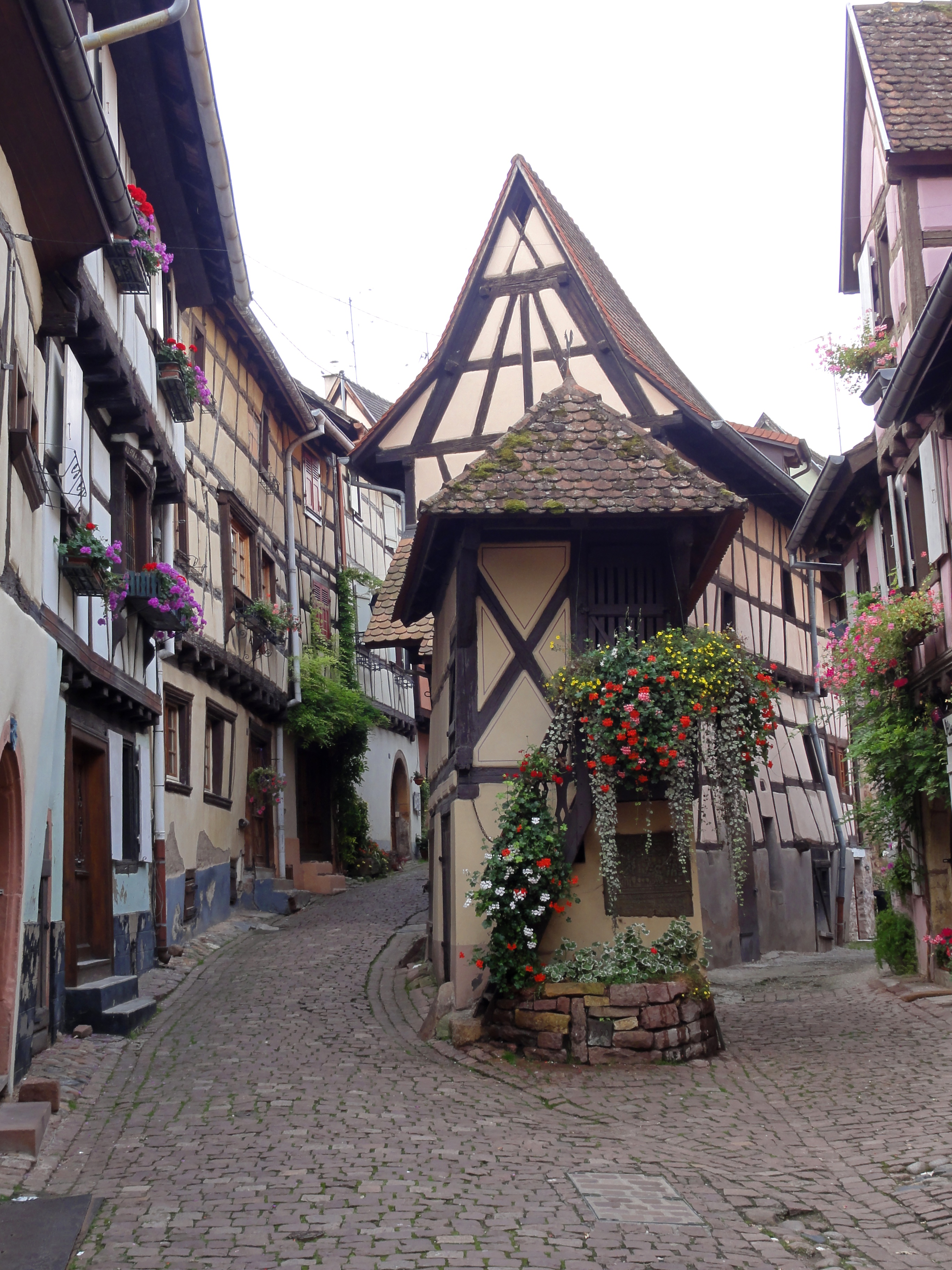
Rue du Rempart-Sud et rue de l'Almend-Sud.
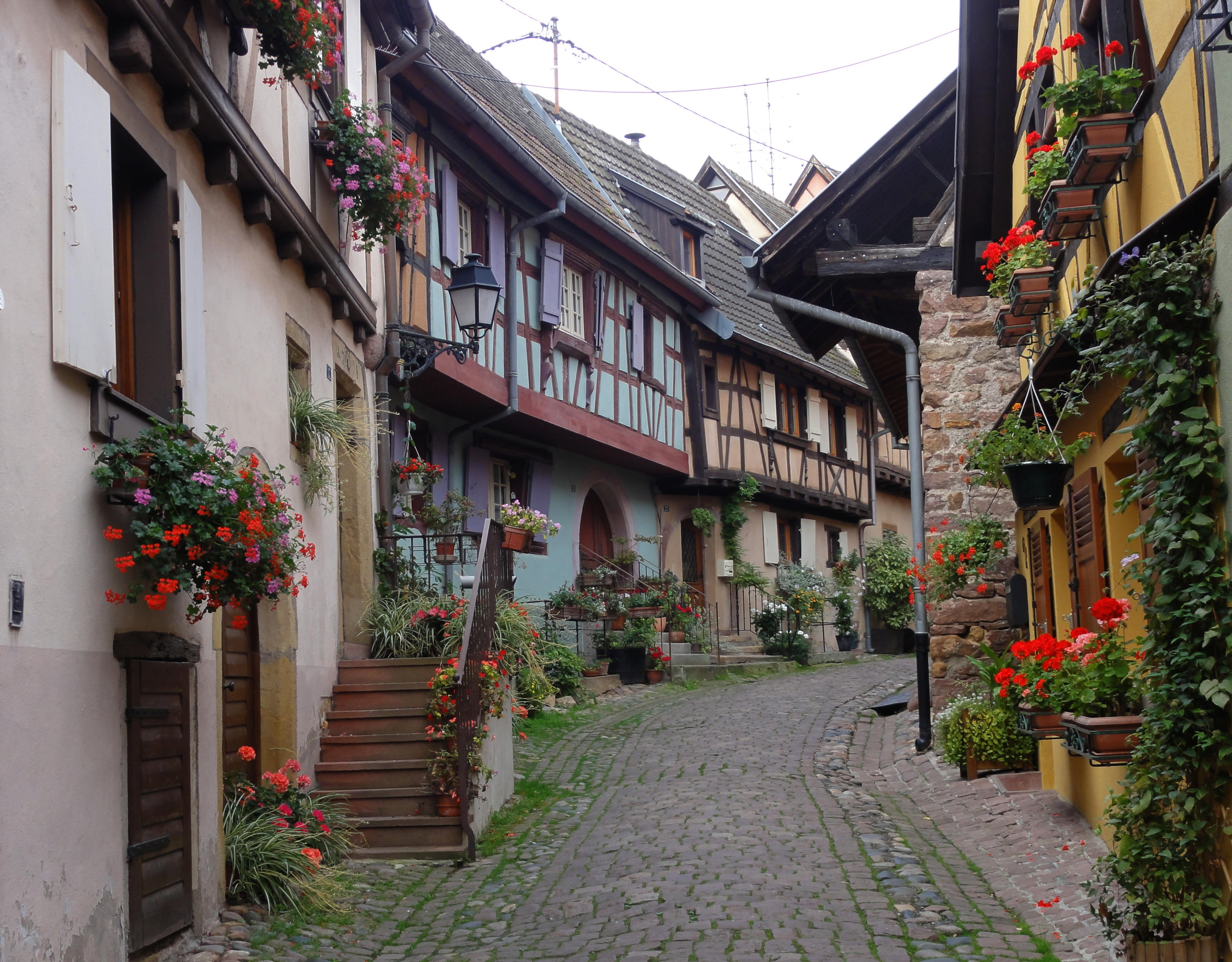
Rue du Rempart-Sud.
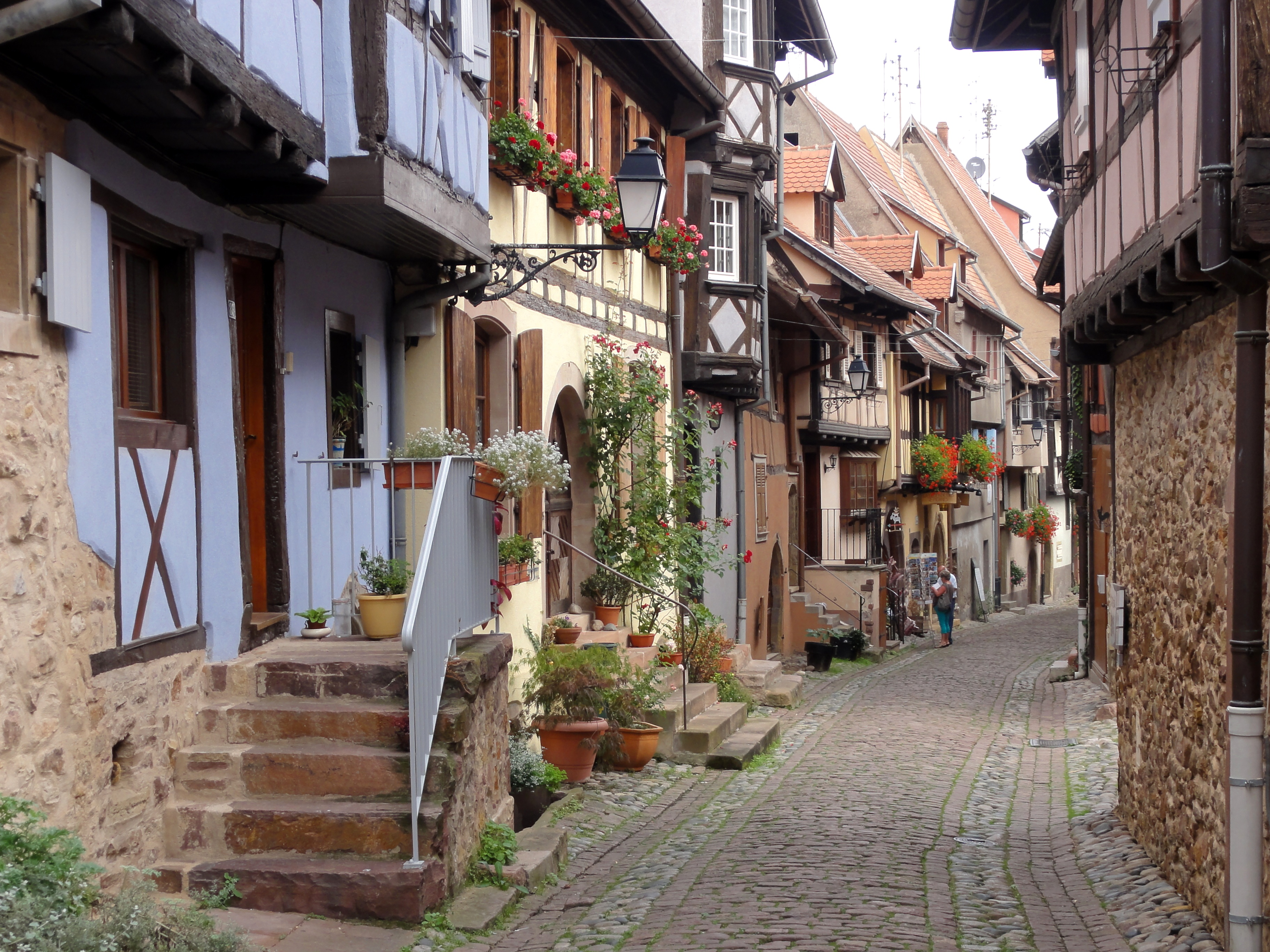
Rue du Rempart-Sud.
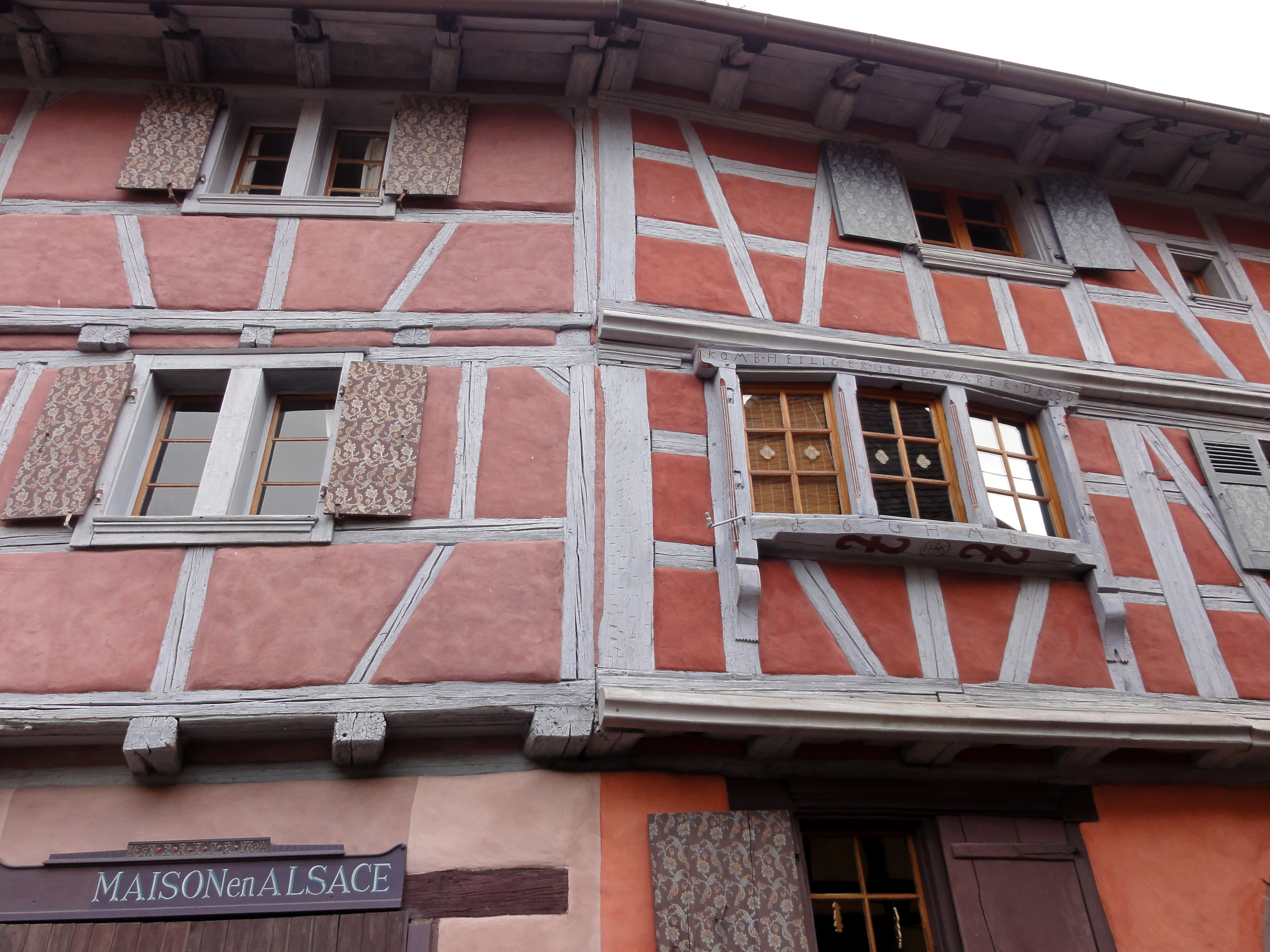
Maison de vigneron (XVIIe siècle), 21 rue du Rempart-Nord[54].

#### Fontaine de 1557
Fontaine située devant l'école des Filles,.

#### Fontaine de la Vierge (1563-1883)
Fontaine place Charles de Gaulle.

### Les trois châteaux d'Eguisheim

#### Accès
Les trois tours qui se dressent au-dessus d'Éguisheim et de Husseren-les-Châteaux sont perchés sur un petit sommet qui culmine à 591 mètres à l'ouest de Husseren-les-Châteaux et d'Éguisheim,. On peut rejoindre les trois tours des châteaux depuis le village d'Éguisheim en rejoignant la "Route des cinq châteaux" qu'il suffit de parcourir jusqu'au parking qui est bien signalé. À partir de cet endroit il faut marcher jusqu'au sommet qu'on rejoint en 10 minutes. On peut également rejoindre les trois châteaux en partant depuis Husseren les châteaux. En longeant le chemin derrière l'église, un chemin forestier permet de rejoindre le sommet en 30 minutes. Le sentier est très pentu. Il est donc déconseillé à ceux qui ne sont pas suffisamment entrainés.

#### Les trois châteaux

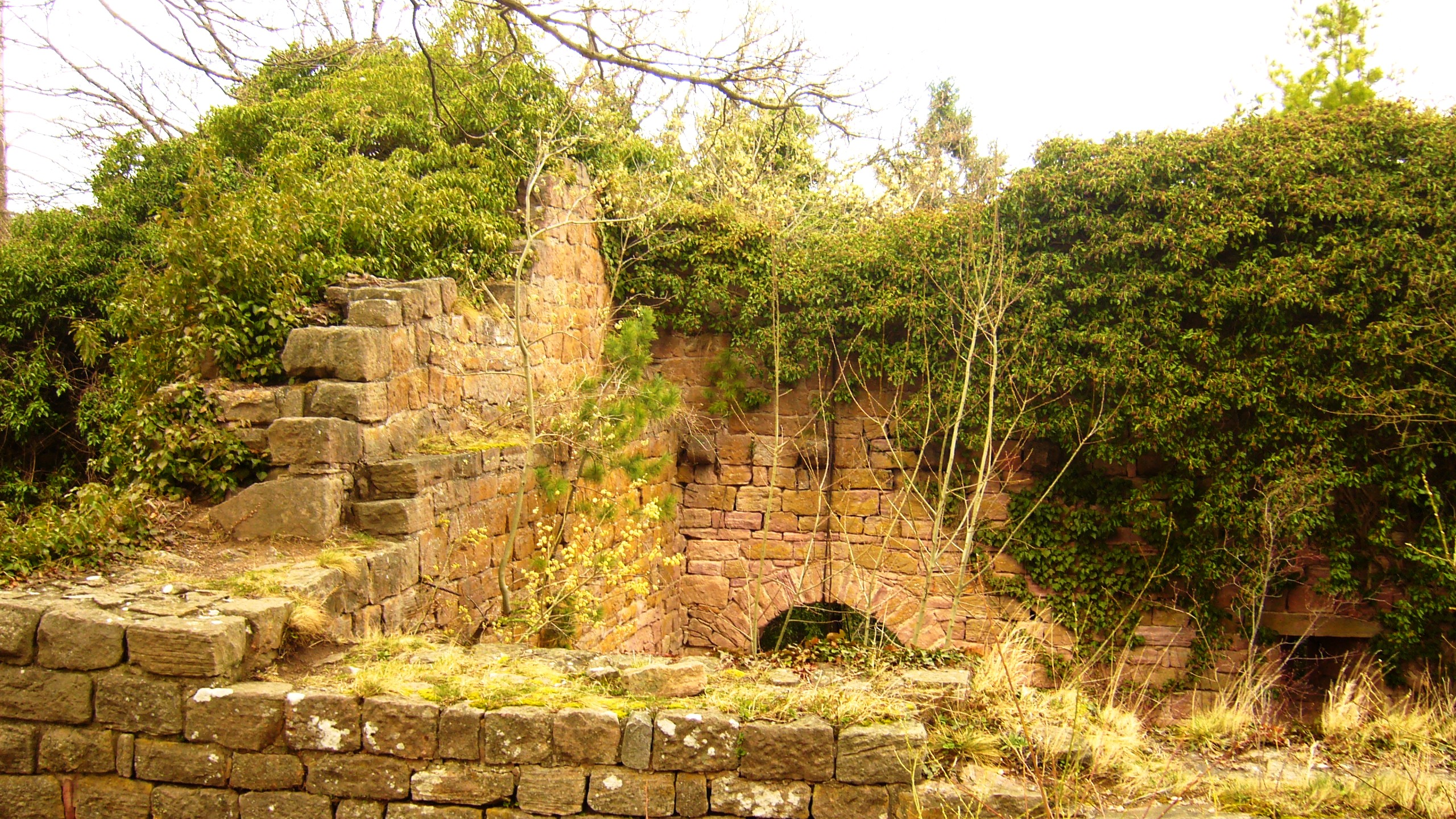
Une partie des ruines du Château de Dagsbourg

Les trois châteaux sont appelés dans les anciens titres, le Dagsbourg, le Wahlenbourg et le Weckmund. Ce dernier a été érigé au XIIIe siècle et a probablement été construit par le duc Ulrich de Vaudémont, petit-fils de Gérard d'Alsace. Actuellement ils sont désignés sous le nom de Trois-Châteaux, die drei Exemer Schloesser. Le Wahlenburg, le plus ancien est connu depuis 1006. Il aurait fait l'objet d'un assaut dès 1026 par le duc de Souabe, Ernest II de Souabe. Le Dagsbourg était celui qui était le plus imposant des trois et le moins ancien. Les comtes d'Eguisheim sont les plus anciens seigneurs de la région. Descendants d'Etichon, ils ont dans leur lignée plusieurs maisons souveraines d'Europe.
Ce château, castrum Hegensheim, mentionnée pour la première fois dans la Bulle de la Rose d'or (1049) doit son origine selon la chronique d'Ebersmunster, au comte Eberhard, le fondateur de l'abbaye de Marbach. On en attribue la fondation au comte Hugues IV de Nordgau qui d'après Berler, y avait établi sa résidence, avec la comtesse Heilwige. Entre 1049 et 1054, Brunon d'Eguisheim le futur pape Léon IX aurait consacré une chapelle castrale qui était située dans l'enceinte même du château dédiée à saint Pancrace.
Le Dagsbourg et le Wahlenbourg étaient entourés d'un fossé particulier. Le Weckmund, placé à l'avant-poste servait de vigie et de rempart aux deux autres auxquels il était relié par un pont-levis. À côté du Weckmund se trouvait une tour ronde, appelée Nellenbourg, que Billing nomme la tour d'oubli ou la prison de la forteresse. Dans l'enceinte commune des Trois châteaux, il y avait une chapelle dédiée à Saint Pancrace et consacrée par le pape Léon IX. Toutes ces constructions, sauf la chapelle, furent ruinées en 1466, à l'occasion de la guerre que le meunier Hermann Klee suscita contre la ville de Mulhouse.

#### Légendes
Si l'on en croit une vieille légende, les Trois-Châteaux seraient l'un une source de feu, l'autre une source d'eau, et le troisième une mine d'or. Ailleurs on affirmait que les trois tours servaient de cadran solaire aux travailleurs de la plaine. À onze heures, l'ombre du château couvrait complètement la façade du Dagsbourg, à midi celle du Wahlenbourg, à une heure celle du Weckmund. À trois heures les Trois-Châteaux projetaient leur ombre tout droit devant eux sur la déclivité de la montagne.
C'est dans le château (Castrum Egisheimiensis) qui est mentionné la première fois dans "la Bulle de la Rose" en 1049 que serait venue au monde Bruno d'Eguisheim, fils du comte Hugues IV d'Eguisheim et Heilwige du comté de Dabo.

#### La lignée des Eguisheim

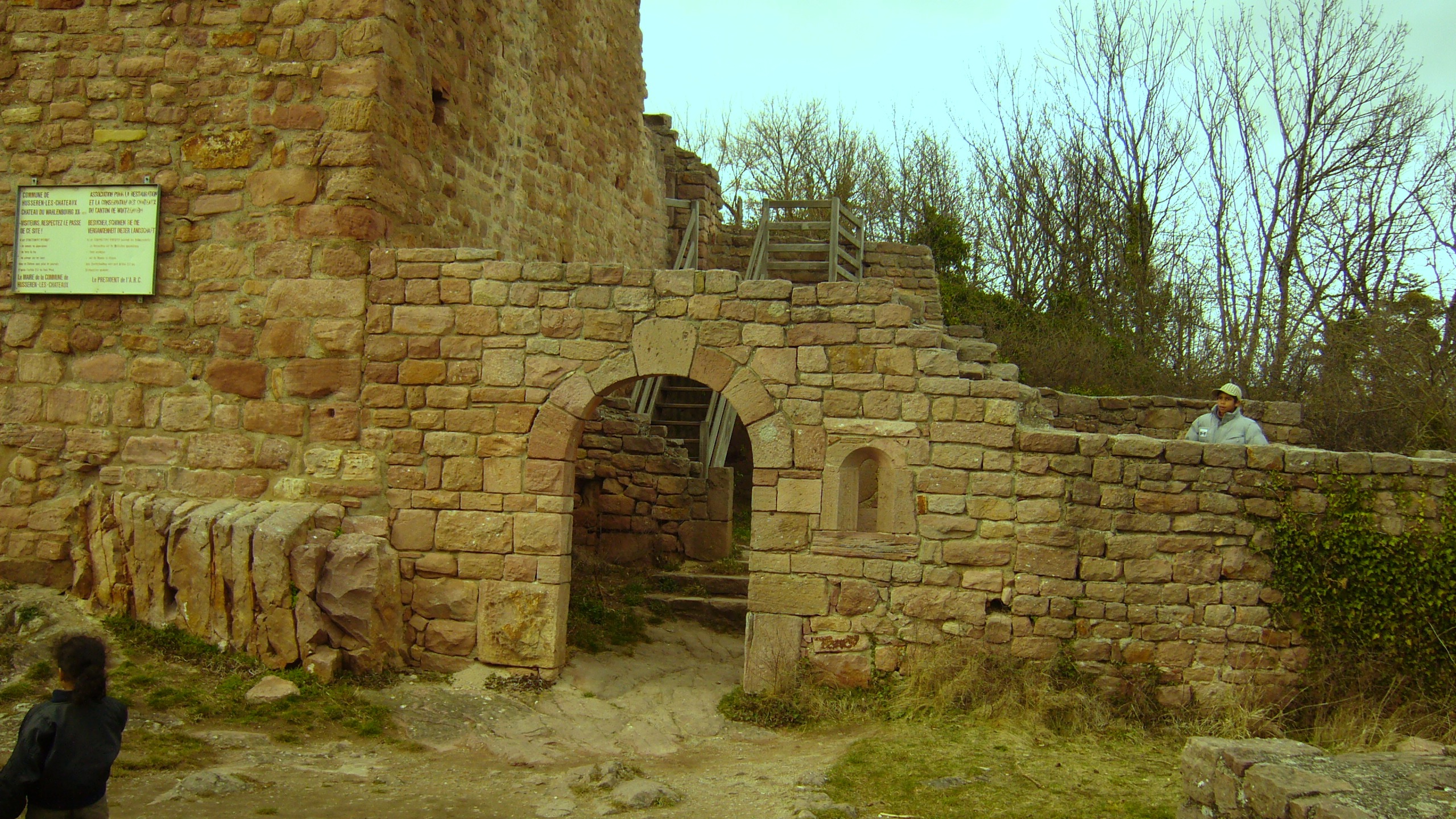
Vestiges du château d'Eguisheim - Porte d'entrée du Wahlenbourg.

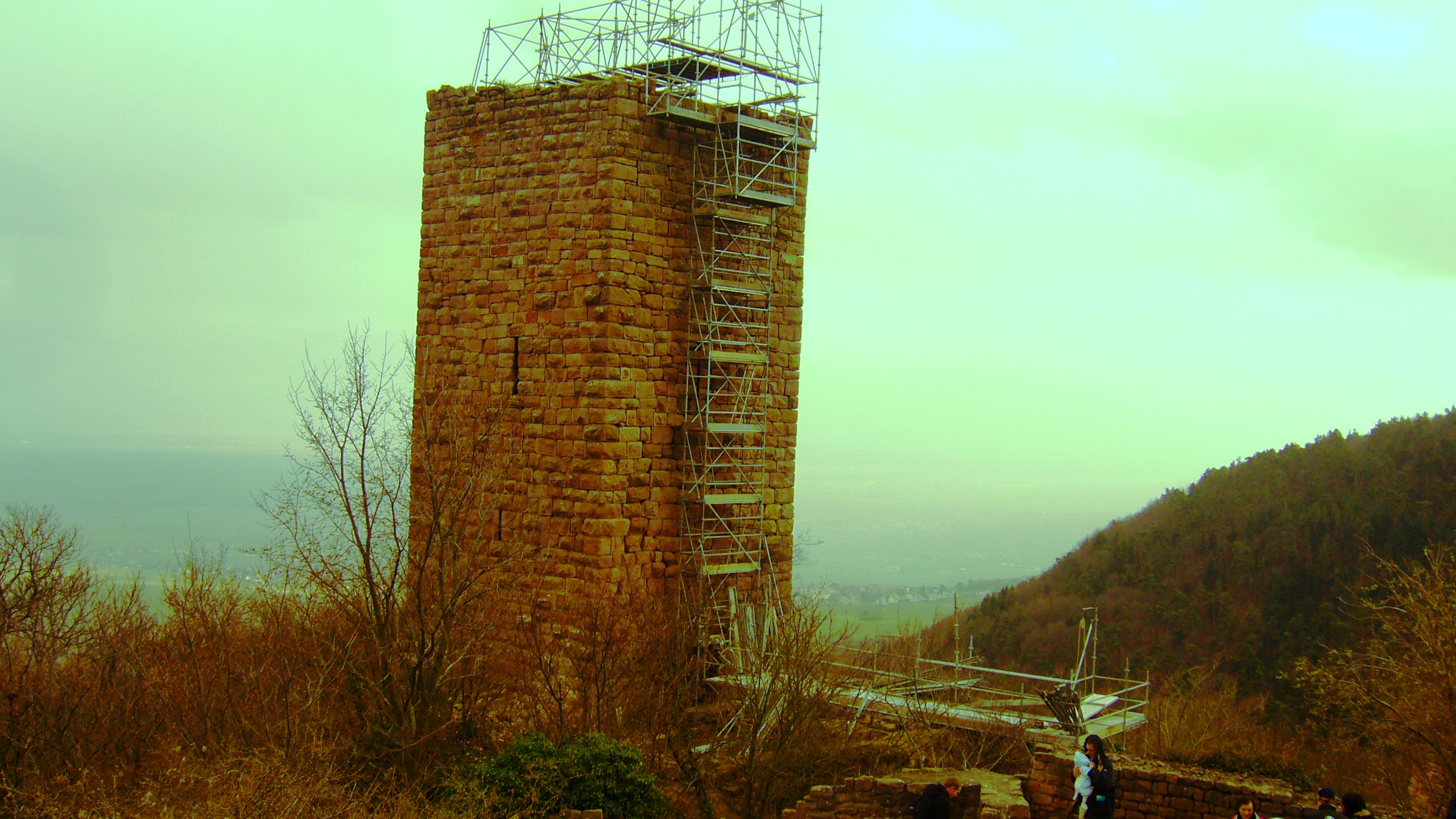
Le donjon du Weckmund en travaux.

Eberhard était le petit-fils d'Etichon et le fils d'Adalbert. De ce dernier sortirent les deux branches des Luitfridigènes qui furent les comtes du Sundgau et des Eberhardigènes, les comtes de Nordgau. L'un de ceux-ci, Eberhard IV, fondateur de l'abbaye d'Altorf, eut plusieurs enfants, entre autres Adalbert I, souche de la maison de Lorraine, et Hugues III chef de la lignée Eguisheim-Dagsbourg. Son fils Hugues IV avait épousé Heilwige, fille et héritière du comte Louis de Dabo. C'est de ce mariage que naquit celui qui devint le pape Léon IX. Les Eguisheim s'allièrent par la descendance féminine avec les comtes de Vaudémont et les comtes de Metz. Un petit neveu de Léon IX, le comte Hugues VI, fut surnommé le petit soldat de Saint Pierre, indefessus miles S.Petri, à cause du zèle qu'il déploya pour défendre la cause de Grégoire VII contre l'antipape Guibert. Il fut assassiné par trahison dans le lit de l'évêque Othon, avec lequel il venait de se réconcilier à Haselach. Le dernier qui porta le titre de comte d'Eguisheim, fut Ulrich de Vaudémont, petit-fils de Gérard d'Alsace et petit neveu de Léon IX. Il fonda l'abbaye de Pairis et mourut sans enfants en 1144. Sa sœur Stéphanie ayant épousé le comte Frédéric Ier de Ferrette, et c'est ainsi qu'une partie du comté d'Eguisheim passa aux Ferrette, de même qu'un mariage devait un siècle plus tard amener le domaine des Ferrette dans la maison des Habsbourg-Autriche.
Quant aux Eguisheim-Dagsbourg, ils s'éteignirent en la personne de Gertrude de Dabo, fille d'Albert II de Dabo-Moha, comte de Metz et de Moha et de Gertrude de Bade (Zähringen), fille d'Hermann III, margrave de Bade, et de sa femme Marie de Bohême. Celle-ci s'était mariée trois fois : premièrement à Thiébaud Ier de Lorraine, deuxièmement à Thibaut IV de Champagne et troisièmement à Simon III de Sarrebruck, comte de Linange. À sa mort en 1225, ses biens échurent aux évêques de Metz, de Liège et de Strasbourg. Ce dernier hérita des terres de Dabo et en grande partie de celles d'Eguisheim. En 1251, le château d'Eguisheim était devenu un fief castral de l'évêque de Strasbourg et l'ancienne seigneurie fut incorporée dans le Haut-Mundat, formant un troisième bailliage composée des communes de Gueberschwihr, Gundolsheim, Ossenbihr, Orschwihr, Soultzmatt avec la vallée, la moitié de Westhalten, Wittelsheim, Obermorschwihr, Osenbach, et Weinfelden (Suisse) avec Eguisheim comme chef-lieu.

#### Le château est plusieurs fois détruit

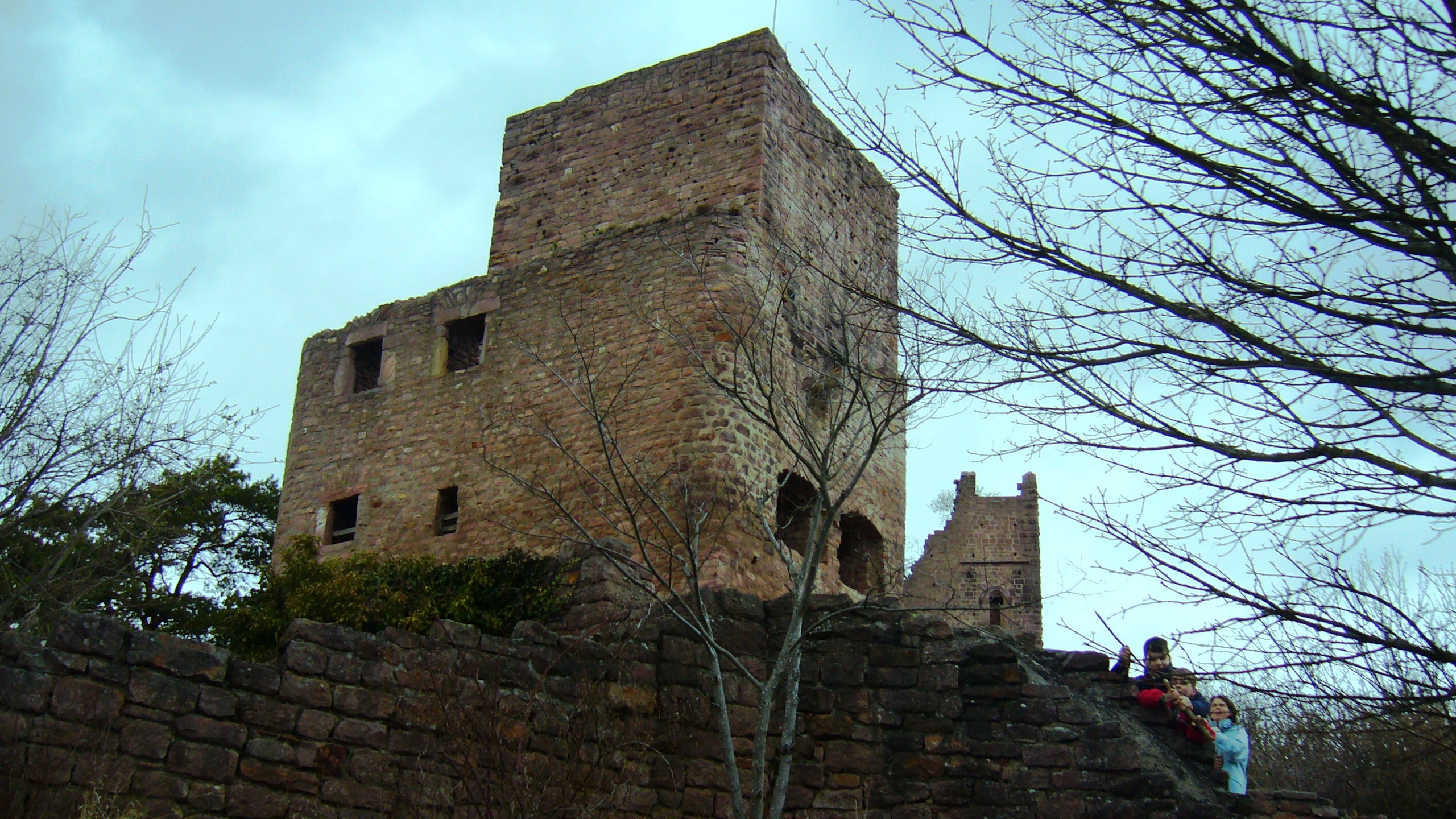
Le donjon du château de Wahlenbourg

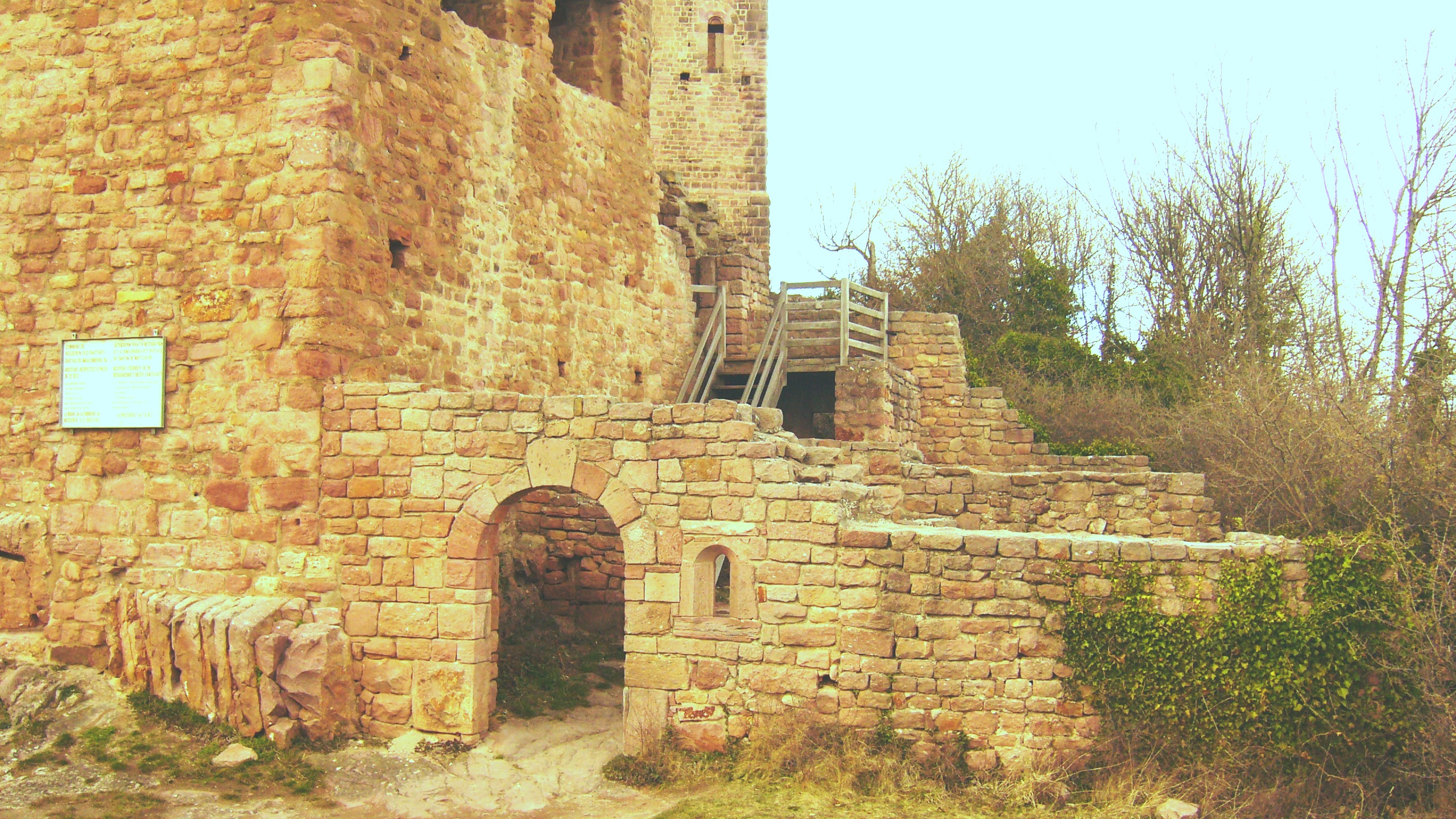
Porte de la partie haute du Wahlenbourg permettant d'accéder au logis seigneurial

Les trois châteaux furent plusieurs fois ravagés et réparés. Le premier des trois édifices est détruit une première fois en 1026 au cours d'un assaut du duc Ernest de Souabe. Il fera l'objet d'une nouvelle attaque dès 1144 et une troisième fois en 1198. En 1298, le village d'Eguisheim assiste impuissant au siège de l'empereur Adolphe de Nassau, mais résiste néanmoins. Devant tant de vaillance les troupes de Adolphe de Nassau levèrent le siège. C'est à la suite de ces attaques que le village fut entouré d'une muraille, octogonale comme celle du château sous Rodolphe de Habsbourg. Le château et le village sont de nouveau pillés entre 1370 et 1380 par les Anglais, puis en 1444 par les Armagnacs conduits par le dauphin de France, le futur Louis XI.
En 1466 lors de la guerre des Six Deniers, le Wahlenbourg et le Weckmund sont détruits par les milices de Turckheim et Kaysersberg. Un meunier avait à cette époque réclamé son dû à la ville de Mulhouse. Il vint se plaindre auprès de Pierre de Réguisheim. Ce dernier alerta la noblesse alsacienne et emprisonna des ressortissants de Mulhouse. En signe de représailles, les bourgeois de cette ville, aidés des gens de Kaysersberg et de Turckheim vinrent mettre le siège aux châteaux qu'ils incendièrent. Le château était occupé alors par Pierre de Régisheim. Le Haut-Eguisheim ne s'en relèvera jamais. Le Dagsbourg est abandonné deux siècles plus tard.

### Héraldique
| Blason d'Eguisheim | Les armes d'Eguisheim se blasonnent ainsi : « De gueules à Saint Pierre de carnation, vêtu d'argent, le manteau d'or, tenant de sa dextre une clef renversée de sable et de sa senestre un livre fermé du même, sur une terrasse de sinople. » |

Le blason représente le portrait de saint Pierre qui tient de sa main droite une clef de sable et sur la main gauche un livre fermé.